# هاينان
مقاطعة هَينان أو هاينان هي جزيرة تقع جنوب الصين. وتتميز بطبيعة استوائية جميلة. وقد أصبحت في السنوات الأخيرة قبلة سياحية للسياح الصينيين والأجانب. يطلق عليها أحيانا لقب «هاواي الشرق» لطبيعتها الخلابة.
هي أصغر مقاطعة في أقصى جنوب جمهورية الصين الشعبية (جمهورية الصين الشعبية)، وتتكون من جزر مختلفة في بحر الصين الجنوبي. جزيرة هاينان، أكبر جزيرة في الصين وأكثرها اكتظاظًا بالسكان الغالبية العظمى (97٪) من المقاطعة. «هاينان»، اسم الجزيرة والمقاطعة، تعني حرفياً «جنوب البحر»، مما يعكس موقعها جنوب مضيق تشيونغتشو، الذي يفصلها عن شبه جزيرة ليتشو في قوانغدونغ وبقية البر الرئيسي الصيني. في اللغة الصينية، تعرف هاينان رسميًا باسم هاينان داو.
تبلغ مساحة المقاطعة 33,920 كيلومتر مربع (13,100 ميل2) ، منها جزيرة هاينان 32,900 كيلومتر مربع (12,700 ميل2) والباقي أكثر من 200 جزيرة منتشرة في ثلاثة أرخبيل: تشونغشا وشيشا ونانشا. وكان ذلك جزءا من قوانغدونغ وبعد ذلك استأنفت ككيان أعلى المستويات وعلى الفور تقريبا أكبر منطقة اقتصادية خاصة من قبل دنغ شياو بينغ كجزء من ذلك الوقت المستمر الإصلاح الاقتصادي الصيني البرنامج.
شعب لي (أو هلاي)، وهم مجموعة عرقية تتحدث كاداي، هم اغلب مواطنو الجزيرة ويشكلون 15٪ من السكان. تشمل لغاتهم الأصلية لغات الهلاي. تم الاعتراف بهم من قبل الحكومة الصينية كواحدة من 56 مجموعة عرقية في البلاد. وهان السكان، الذين يشكلون غالبية السكان في 82٪، يتكلمون طائفة واسعة من اللغات بما في ذلك الماندرين، مين جزيرة هاينان، يو الصينية أو هاكا الصينية.
توجد عشر مدن رئيسية وعشر مقاطعات في مقاطعة هاينان. عاصمة المقاطعة هي هايكو، على الساحل الشمالي لجزيرة هاينان، بينما سانيا هي وجهة سياحية معروفة على الساحل الجنوبي. المدن الرئيسية الأخرى هي وينشانغ وساتشا وكيونغهاي وواننيغ وووزيشان ودونغفانغ ودانزوو.
وفقًا لمطالبات الصين الإقليمية، فإن العديد من الأراضي في بحر الصين الجنوبي، بما في ذلك جزر سبراتلي (نانشا) وجزر باراسيل (شيشا)،  تدار بشكل افتراضي تحت مدينة سانشا التابعة للمقاطعة.
في 1 يونيو 2020، أعلنت الحكومة الصينية عن خطة واسعة النطاق لتحويل مقاطعة الجزيرة بأكملها إلى ميناء للتجارة الحرة (FTP)، بهدف تحويلها إلى أكبر منطقة اقتصادية خاصة في الصين. تعد الجزيرة أيضًا أول منطقة اختبار بلوك شان في الصين والتي بدأت رسميًا في عام 2019.

## أصل التسمية
اسم المقاطعة مشتق من جزيرتها الرئيسية، هاينان، في هاينانيس «هاي نام»، والتي سميت على اسم موقعها جنوب مضيق تشيونغتشو. (إلى الشمال من المضيق، تُعرف شبه جزيرة ليتشو في قوانغدونغ أيضًا باسم Haibei / Hai Bac أو «شمال البحر») الأسماء السابقة لجزيرة هاينان تشمل Zhuya وQiongya وQiongzhou. أدى الاسمان الأخيران إلى اختصار المقاطعة ب كينج.
خلال القرنين السابع عشر والثامن عشر، أشار المستكشفون إلى الجزيرة باسم «أينام»، والتي ظلت نطق اسمها باللهجة المحلية لهينانية.

## تاريخ

### عصر ما قبل التاريخ
كانت هاينان مرتبطة في الأصل بالجزء الشمالي الشرقي مما يُعرف الآن بفيتنام؛ ومع ذلك، تشكلت الجزيرة بعد انفصالها جسديًا عن فيتنام بسبب ثوران بركاني وانجرفت جنوب شرق البلاد بالقرب من الصين بعد الدهر الوسيط منذ ملايين السنين.

### العصر الإمبراطوري
دخلت جزيرة هاينان التاريخ المكتوب لأول مرة في عام 110 قبل الميلاد، عندما أقامت أسرة هان الصينية حامية عسكرية هناك بعد وصول الجنرال لو بود. في عام 46 قبل الميلاد، قررت محكمة هان أن الفتح كان مكلفًا للغاية وتخلت عن الجزيرة. في ذلك الوقت تقريبًا، بدأ شعب الهان الصيني مع العسكريين والمسؤولين في الهجرة إلى جزيرة هاينان من البر الرئيسي. وكان من بينهم نسل أولئك الذين تم نفيهم إلى هاينان لأسباب سياسية. وصل معظمهم إلى جزيرة هاينان قادمين من مقاطعات وغوانغدونغ وفوجيان وجوانجشي بجنوب الصين.
شعب لي (شعب هلاي) هم السكان الأصليون لكرا داي في هاينان. يُعتقد أنهم استقروا هناك منذ ما لا يقل عن ألفين إلى ستة آلاف عام، ويحملون علامات وراثية من الأشخاص القدامى الذين وصلوا إلى الجزيرة منذ ما بين 7 و 27 ألف عام.
خلال فترة الممالك الثلاث (184-280)، كانت هاينان هي قيادة زايا تحت سيطرة وو الشرقية.
في زمن أسرة سونغ (960-1279)، أصبحت هاينان جزءًا من غوانغشي، وللمرة الأولى وصلت أعداد كبيرة من الصينيين الهان، واستقروا في الغالب في الشمال. تحت إمبراطورية المغول (1206-1368) أصبحت الجزيرة مقاطعة مستقلة، ثم في عام 1370 تم وضعها تحت إدارة غوانغدونغ من قبل سلالة مينج الحاكمة. في القرنين السادس عشر والسابع عشر، بدأت أعداد كبيرة من الهان من فوجيان وقوانغدونغ بالهجرة إلى هاينان، ودفعت قبيلة لي إلى المرتفعات في النصف الجنوبي من الجزيرة. في القرن الثامن عشر، تمرد لي ضد إمبراطورية تشينغ، التي ردت بجلب المرتزقة من مناطق مياو في قويتشو. استقر العديد من مياو في الجزيرة ويعيش أحفادهم في المرتفعات الغربية حتى يومنا هذا.
في عام 1906، اقترح الزعيم الثوري صن يات صن أن تصبح هاينان مقاطعة منفصلة على الرغم من أن هذا لم يحدث حتى عام 1988.

### جمهورية الصين

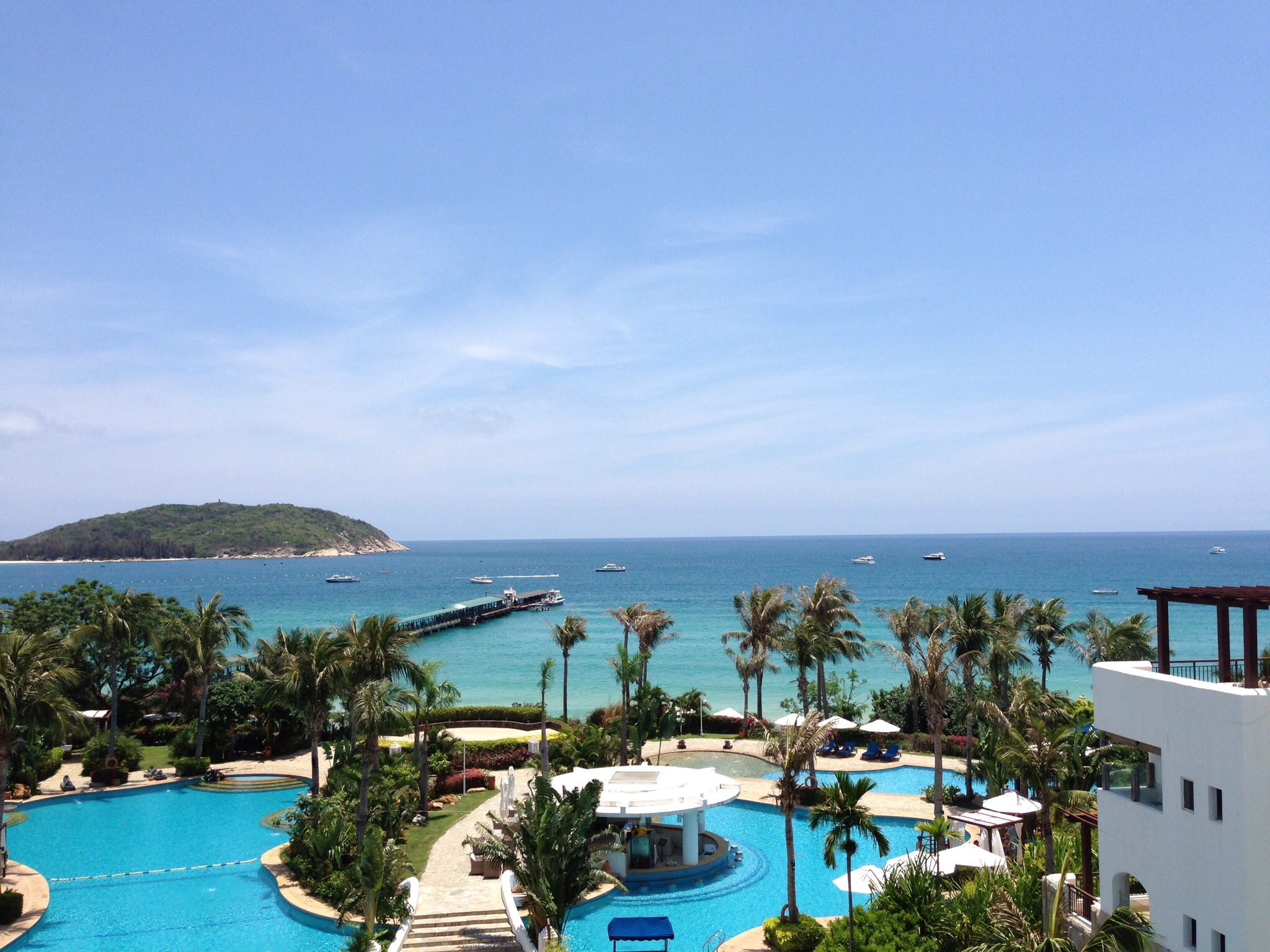
منتجع على شاطئ البحر في سانيا ، ثاني أكبر مدينة في هاينان

كانت هاينان تاريخيًا جزءًا من مقاطعتي قوانغدونغ وغوانغشي وعلى هذا النحو كانت دائرة تشيونغيا (瓊崖道) تحت تأسيس جمهورية الصين عام 1912. في عام 1921، كان من المخطط أن تصبح منطقة إدارية خاصة (瓊崖特別行政區)؛ في عام 1944، أصبحت منطقة هاينان الإدارية الخاصة مع 16 مقاطعة، بما في ذلك جزر بحر الصين الجنوبي.
خلال عشرينيات وثلاثينيات القرن الماضي، كانت هاينان مرتعًا للنشاط الشيوعي، خاصة بعد حملة قمع دامية في شنغهاي، جمهورية الصين في عام 1927 دفعت العديد من الشيوعيين إلى الاختباء. خاض الشيوعيون وشعب هلاي الأصليون حرب عصابات قوية ضد الاحتلال الإمبراطوري الياباني، عملية جزيرة هاينان (1939-1945)، ولكن رداً على ذلك شن اليابانيون مذابح عديدة ضد قرى هلاي. قادفينج بايجو فرقة هاينان المستقلة للمقاتلين طوال ثلاثينيات وأربعينيات القرن العشرين. بعد استسلام اليابان في عام 1945، أعاد الكومينتانغ السيطرة. كانت هاينان واحدة من آخر المناطق التي أصبحت في نهاية المطاف تحت إدارة جمهورية الصين الشعبية، بعد أن كانت تحت سيطرة قوات جمهورية الصين حتى مارس 1950.

### جمهورية الصين الشعبية
من مارس إلى مايو 1950، ومعركة جزيرة هاينان استولت على الجزيرة ل الشيوعيون الصينيون. وقد تركت هاينان لقيادة شيويه يوي بعد فر تشيانغ كاي شيك إلى تايوان. فنغ بايجو ولعب عموده من مقاتلي حرب العصابات دورا أساسيا في الكشافة لعملية الهبوط ونسق هجومهم الخاص من قواعدهم الغابية في الجزيرة. هذا سمح للاستيلاء هاينان لتكون ناجحة حيث كينمن (كيموي) ودنجبو وكانت الاعتداءات قد فشلت في الخريف الماضي.
أصبح الاستيلاء ممكناً من خلال وجود قوة حرب عصابات محلية كانت تفتقر أيضًا إلى تايوان. ومن ثم، في حين أن العديد من مراقبي الحرب الأهلية الصينية اعتقدوا أن سقوط جزيرة هاينان في أيدي الشيوعيين سيتبعه قريبًا سقوط جزيرة تايوان، إلا أن عدم وجود أي قوة حرب عصابات شيوعية في جزيرة تايوان وبُعدها الهائل عن البر الرئيسي أدى إلى حدوث ذلك. مستحيل، كما كان وصول الأسطول الأمريكي السابع إلى مضيق تايوان بعد اندلاع الحرب الكورية في يونيو. علاوة على ذلك، فإن هايكو، على الرغم من أنها مكتظة بالسكان مقارنة بالعديد من المدن الدولية الأخرى، إلا أنها صغيرة جغرافيًا، مع عدم وجود زحف حضري تقريبًا. ينتهي جزء كبير من حدود المدينة فجأة بالغابات أو الأراضي الزراعية.
في 1 مايو 1950، تحت جمهورية الصين الشعبية، أصبحت المنطقة الإدارية الخاصة مكتب منطقة إدارية (海南行政区公署)، فرع من حكومة مقاطعة قوانغدونغ.
استأنف الشيوعيون تطوير الجزيرة على غرار الخطوط التي وضعها اليابانيون،  ولكن كانت النتائج محدودة بسبب عزلة الجزيرة، الرطبة والتي تتعرض للاعاصير، وسمعة المستمر كمكان للخطر والنفي من البر الرئيسى الصينى. مع تحول السياسة الاقتصادية للصين في نهاية السبعينيات، أصبحت هاينان محط اهتمام.
خلال منتصف الثمانينيات، عندما كانت جزيرة هاينان لا تزال جزءًا من مقاطعة جوانجدونج، أدت حلقة من الحماس التسويقي لمدة أربعة عشر شهرًا من قبل مدير منطقة هاينان الخاصة لي يو  وضع سعي هاينان للحصول على وضع المقاطعة تحت سحابة. أنه ينطوي على الواردات المعفاة من الرسوم الجمركية من هونغ كونغ من 90,000 السيارات والشاحنات اليابانية الصنع بتكلفة ¥ 4.5 مليار (1.5 مليار دولار أمريكي)، وتصديرها - بمساعدة الوحدات البحرية المحلية - إلى البر الرئيسي، وتحقيق أرباح بنسبة 150٪. بالمقارنة، تم استيراد 10000 مركبة فقط إلى هاينان منذ عام 1950. بالإضافة إلى ذلك، اشتملت على شحنات أخرى بقيمة 2.9 مليون جهاز تلفزيون، و252000 جهاز تسجيل فيديو و122000 دراجة نارية. تم أخذ الأموال من أموال الحكومة المركزية لعام 1983 المخصصة لبناء البنية التحتية للنقل في الجزيرة (الطرق والسكك الحديدية والمطارات والموانئ) على مدى السنوات العشر القادمة.
في 1 أكتوبر 1984، أصبحت منطقة هاينان الإدارية، بحكومة شعبية، وأخيراً كمقاطعة منفصلة عن قوانغدونغ بعد أربع سنوات. في عام 1988، عندما أصبحت الجزيرة مقاطعة منفصلة، تم تصنيفها كمنطقة اقتصادية خاصة في محاولة لزيادة الاستثمار.
اعتبرت سلطات هاينان أموال الحكومة المركزية غير كافية لبناء البنى التحتية الأخرى للجزيرة (أعمال المياه، ومحطات الطاقة، والاتصالات السلكية واللاسلكية، وما إلى ذلك) واتخذت تفسيرًا ليبراليًا للغاية للأنظمة الاقتصادية والتجارية في هاينان وثلاث عشرة مدينة ساحلية؛ ولم تذكر اللائحة منع إعادة بيع البضائع المستعملة. بعض العائدات، من الوحدات غير المباعة، تم استردادها لاحقًا من قبل الحكومة المركزية لإعادة تمويل المنطقة الخاصة.
في 1 أبريل 2001، وقع حادث القوات البحرية للولايات المتحدة تشير الاستخبارات الطائرات وتحرير بحرية جيش التحرير الشعبي اعتراضية مقاتلة اصطدمت في الجو حوالي 70 ميل (110 كـم) بعيدًا عن هاينان، مما أدى إلى نزاع دولي بين الولايات المتحدة وجمهورية الصين الشعبية.
في يونيو 2020، أعلنت الصين عن خطة رئيسية لنظام ميناء التجارة الحرة في هاينان. أعلنت وكالة أنباء شينخوا المملوكة للدولة، أن «هاينان ستؤسس بشكل أساسي نظام ميناء للتجارة الحرة بحلول عام 2025 وستصبح أكثر نضجًا بحلول عام 2035.»  وصفت صحيفة ساوث تشاينا مورنينغ بوست هذه المبادرة بأنها محاولة من جمهورية الصين الشعبية «لاستبدال هونغ كونغ كمنصة تجارية» بينما رفض تشنغ شي من ICBC International قبول مثل هذا الادعاء. بالإضافة إلى ذلك، أثار الخبراء مخاوف بشأن مسألة الامتثال لممارسات التجارة العالمية خاصة بالنسبة لهذا المشروع.

## جغرافيا

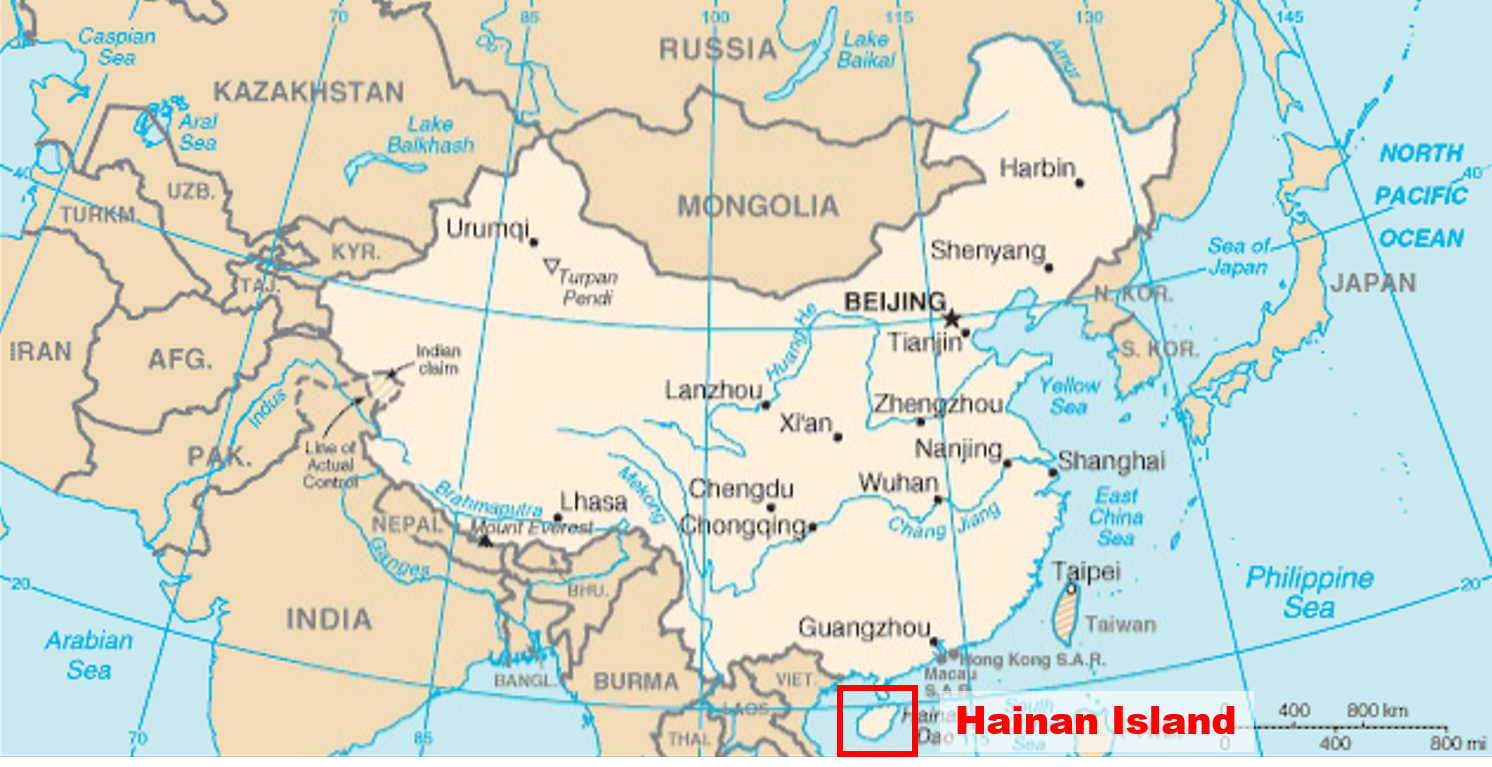
خريطة موقع جزيرة هاينان

جزيرة هاينان، الواقعة في بحر الصين الجنوبي قبالة الساحل الصيني ويفصلها مضيق تشيونغتشو عن البر الرئيسي للصين، لها تاريخ جيولوجي معقد حيث شهدت مراحل متعددة من التحول، والأنشطة البركانية والتطفلية، والانجراف التكتوني وأكثر من ذلك. أقدم الصخور، القبو المتحولة البدائية، ليست مكشوفة على نطاق واسع، ولكنها توجد في الغالب في الجزء الغربي من الجزيرة.
تُغطى هاينان بشكل أساسي بالصخور النارية التي نزلت من العصر البرمي خلال فترات العصر الطباشيري. من الناحية الهيكلية، هناك مجموعتان رئيسيتان من الأخطاء، إحداهما تتجه شرقًا والأخرى شمال شرقًا. يمكن حتى أن يعود تاريخ تشكيل أقدم خطأ، وهو خطأ جزين القص، إلى عصور ما قبل الكمبري.
جعلت المراحل المتعددة من مواضع الجرانيت عبر تاريخها الجيولوجي جزيرة هاينان غنية بأنواع مختلفة من رواسب الخام، بما في ذلك الذهب والموليبدينوم والرصاص والزنك والفضة، إلخ. وفقًا لتوزيع رواسب الخام، تنقسم الجزيرة عمومًا إلى 6 مقاطعات مكونة للخامات. فيما يتعلق بالأنشطة الجيولوجية الحالية، لا تزال تحدث زلازل صغيرة، بينما البراكين غير نشطة.
هاينان، مفصولة بـ 20 كـم (12 ميل) مضيق تشيونغتشو الواسع من شبه جزيرة ليتشو في غوانغدونغ، أكبر جزيرة تديرها جمهورية الصين الشعبية و42 أكبر جزيرة في العالم. تبلغ مساحة جزيرة هاينان (32,900 كيلومتر مربع (12,700 ميل2)، 97 ٪ من المقاطعة) مماثلة لتلك الموجودة في بلجيكا أو أصغر قليلاً من تلك الموجودة في تايوان. يقع خليج تونكين إلى الغرب من جزيرة هاينان. جبل Wuzhi هو أعلى جبل في الجزيرة عند 1,840 متر (6,040 قدم) .
تبلغ مساحة جزيرة هاينان 288 كيلومتر (179 ميل) طويل و180 كيلومتر (110 ميل) واسعة.

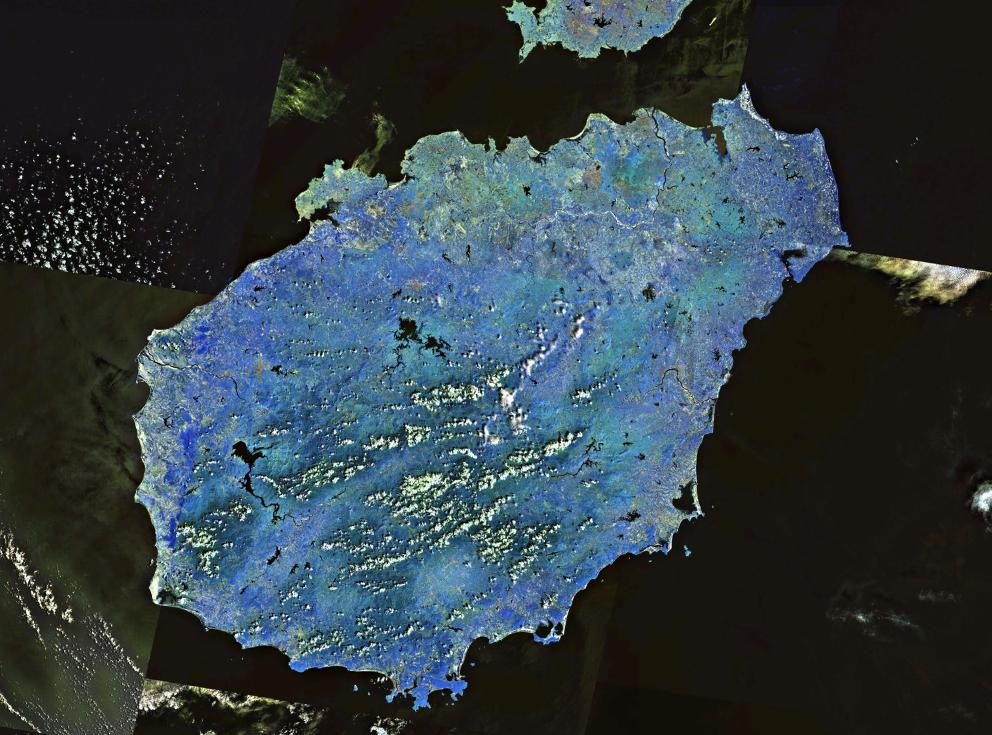
صورة القمر الصناعي لـ جزيرة هاينان

النصف الشمالي من هاينان مغطى بحقل هاينان البركاني القديم. يوجد أسفل التربة السطحية صخور بركانية بينما تحتوي التربة السطحية نفسها على قطع صغيرة من هذا الصخر الحويصلي.
تغطي الأراضي الرطبة 320.000 هكتار، منها 78.000 هكتار تم إنشاؤها صناعياً. يقع معظم هذا في الجزء الشرقي والشمالي من هاينان.

### الرواسب الخام
نظرًا للمراحل المتعددة لمواضع الجرانيت عبر تاريخها الجيولوجي، فقد جعلوا جزيرة هاينان غنية بأنواع مختلفة من رواسب الخام، بما في ذلك الذهب والموليبدينوم والرصاص والزنك والفضة، إلخ. هنا سوف نسلط الضوء على تكوين رواسب الذهب والموليبدينوم.
تم التحقق من أن جزيرة هاينان تعالج أكثر من 143 طنًا من رواسب الذهب التي تشكلت في عصر الدهر الوسيط استجابة لانغماس الصفيحة المحيطية من العصر الحجري القديم وما تلاه من تغلغل للجرانيت. توجد الرواسب عمومًا على طول صدوع الانفصال التي ترتبط ارتباطًا وثيقًا بالطي والتشوه على الجزيرة، بينما تستضيفها الصخور البركانية البلاستيكية المتحولة التي تتراوح من عصر ما قبل الكمبري إلى حقبة الحياة القديمة. 
تعد جزيرة هاينان أيضًا منتجًا مهمًا للموليبدينوم. تتكون رواسب الموليبدينوم بشكل عام من مواضع الجرانيت خلال العصر الطباشيري. وفقًا للتحليل الكيميائي للرواسب، يمكن تقسيمها إلى ثلاث مراحل من الترسبات.

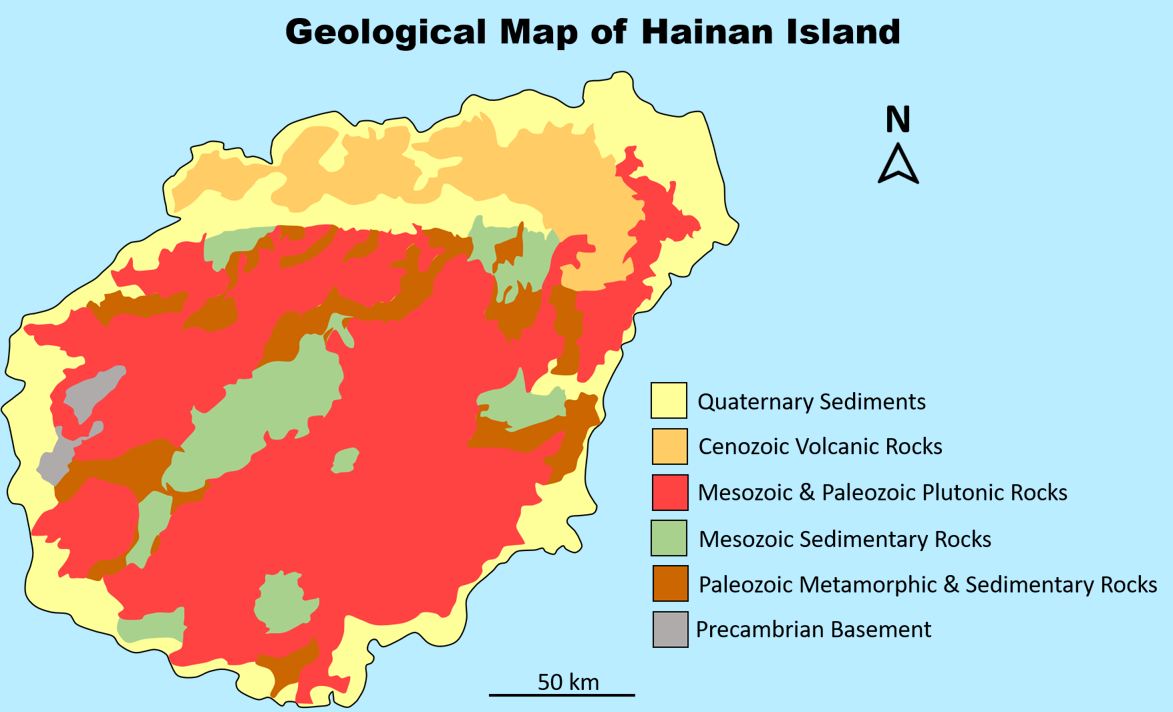
خريطة جيولوجية لجزيرة هاينان

### النشاط الجيولوجي الحالي
بشكل عام، يستمر نشاط الزلزال الطفيف اليوم. تم تسجيله بواسطة نظام تحديد المواقع العالمي أن هناك حركة أفقية للجزيرة في اتجاه الجنوب الشرقي بمعدل حوالي 4.01 إلى 6.70 ملم في السنة، في حين أن الحركة العمودية التي تسبب ارتفاع الجزيرة هي بمعدل إجمالي قدره 2.4 مم في السنة. أجزاء مختلفة من الجزيرة لها سرعات مختلفة في الحركات الرأسية.
في الجزء الشمالي من جزيرة هاينان، كان هناك ما يقرب من 100 بركان ينتج الحمم البركانية التي غطت أكثر من 4000 كم 2 من المنطقة بشكل رئيسي في الرباعي وبعضها في العصر الثالث.  في الوقت الحاضر، تشير التقديرات إلى أن البراكين غير نشطة. 

### أنهار وبحيرات
تنشأ معظم الأنهار في هاينان في المنطقة الوسطى من الجزيرة وتتدفق شعاعيًا في اتجاهات مختلفة. يبلغ طول نهر ناندو في الجزء الشمالي من الجزيرة 314 كيلومتر (195 ميل)، وروافده، نهر شينوو، هو 109 كيلومتر (68 ميل) طويل. تشمل الأنهار الرئيسية الأخرى نهر وانكون عند 162 كيلومتر (101 ميل) - في الشرق ونهر تشانغهوا في الغرب ونهر سانيا في الجنوب. يقلل التبخر خلال موسم الجفاف حول المناطق الساحلية من تدفق الأنهار بشكل كبير.
يوجد عدد قليل جدًا من البحيرات الطبيعية في هاينان. ومع ذلك، هناك العديد من الخزانات، وأكبرها هو خزان سونغتاو في المنطقة الشمالية الوسطى.

### جزر

#### الجزر المجاورة
توجد عدة جزر صغيرة حول ساحل جزيرة هاينان:
- تقع جزيرة داتشو 5 كيلومتر (3.1 ميل) قبالة ساحل وانينغ
- جزيرة هايديان الواقعة على الساحل الشمالي جزء من مدينة هايكو
- جزيرة نانوان للقردة، في الواقع شبه جزيرة
- جزيرة فينيكس هي جزيرة منتجع اصطناعي قيد الإنشاء حاليًا في خليج سانيا.
- تقع جزيرة ووتشو داخل خليج هايتانج
- تقع جزيرة شينبو مباشرة إلى الشرق من جزيرة هايديان

نظرًا لقربها من الجزيرة الرئيسية، فإن النباتات والحيوانات والمناخ متشابهة جدًا.

#### الجزر المتنازع عليها
عدد من الجزر الصغيرة، التي تقع على بعد مئات الكيلومترات إلى الجنوب، تطالب بها وتديرها سانشا كجزء من مقاطعة هاينان. ومع ذلك، فإن سيادة هذه الجزر متنازع عليها. تشمل هذه الجزر:

المطالبات البحرية لبحر الصين الجنوبي

- جزر باراسيل جزر شيشا - «الرمال الغربية» - تطالب بها فيتنام وجمهورية الصين الشعبية وجمهورية الصين (تايوان، جمهورية الصين)
  - جزيرة المال، جزر باراسيل
  - جزيرة روكي، بحر الصين الجنوبي
  - جزيرة الشجرة، بحر الصين الجنوبي
  - جزيرة تريتون
  - جزيرة وودي، بحر الصين الجنوبي
- جزر تشونغشا - «الرمال الوسطى»
- جزر سبراتلي - جزر نانشا - تخضع «الرمال الجنوبية» لمطالبات فيتنام، وجمهورية الصين الشعبية، وجمهورية الصين الشعبية، وماليزيا، والفلبين، وبروناي.
  - جزيرة سبراتلي
  - جزيرة مسطحة (سبراتلي)
  - جزيرة تايبينغ
  - جيمس شول (أقصى نقطة في الجنوب)
  - جزيرة لوايتا
  - جزيرة ناميت
  - جزيرة نانشان
  - جزيرة سين كو
  - جزيرة ثيتو
  - جزيرة غرب يورك

### البيئة
بالمقارنة مع معظم مناطق الصين القارية، فإن جودة الهواء في هاينان أفضل بكثير لأنها لا تتأثر بتلوث المصانع، مما أثر سلبًا على الهواء في البر الرئيسي. طوال عام 2012، كانت هاينان تتمتع بأعلى جودة هواء في البلاد لمدة 351 يومًا.
اتخذت حملة حماية البيئة التي شنتها حكومة المقاطعة اجراءات ضد عدد من المنشآت الصناعية. خلال عام 2012، تم إلغاء تراخيص عمل العديد من منشآت التصنيع القديمة ، وتم التعامل مع 175 حالة تتعلق بتصريف مياه الصرف الصحي غير القانوني.
بلغ إجمالي انبعاثات ثاني أكسيد الكبريت في المقاطعة 34000 طن في عام 2012 ، بانخفاض 3 في المائة على أساس سنوي. في عام 2011، تم تخفيض انبعاثات الضباب الدخاني بنسبة 6.3٪ إلى 15000 طن.

#### تطوير البنية التحتية على مستوى المحافظة
منذ عام 2015 إلى الوقت الحاضر، تم تنفيذ برنامج واسع النطاق لتحسين المدن والمستوطنات الأخرى في جزيرة هاينان. وتشمل إزالة القمامة من المدن والقرى والعديد من جوانب الطرق. يتم إزالة مقالب صغيرة غير قانونية. ومع ذلك، لا يزال إلقاء حطام البناء غير القانوني يحدث على الطرق الريفية. تم وضع حاويات القمامة البلاستيكية الكبيرة في مكانها داخل القرى وعند تقاطعات الطرق الريفية. يجري تحسين المدن بأسطح طرق وأرصفة جديدة، كما يتم إنشاء ميزات تنسيق الحدائق ، كما يتم استقبال العديد من المباني بواجهات جديدة.
شهدت هذه المبادرة في هايكو هدم أحياء بأكملها وإعادة بنائها، وتحسين الصرف الصحي، وإزالة الهياكل غير القانونية المستخدمة في الأعمال التجارية، وحظر الباعة على جانب الطريق، واستبدال الطرق والأرصفة ، وتثبيت معابر شوارع جديدة مزودة بإشارات ضوئية.

## المناخ
| مخطط المناخ Hainan Island | مخطط المناخ Hainan Island | مخطط المناخ Hainan Island | مخطط المناخ Hainan Island | مخطط المناخ Hainan Island | مخطط المناخ Hainan Island | مخطط المناخ Hainan Island | مخطط المناخ Hainan Island | مخطط المناخ Hainan Island | مخطط المناخ Hainan Island | مخطط المناخ Hainan Island | مخطط المناخ Hainan Island |
| --- | ------------------------- | ------------------------- | ------------------------- | ------------------------- | ------------------------- | ------------------------- | ------------------------- | ------------------------- | ------------------------- | ------------------------- | ------------------------- |
| 01 | 02                        | 03                        | 04                        | 05                        | 06                        | 07                        | 08                        | 09                        | 10                        | 11                        | 12                        |
| 15 22 15 | 26 25 17                  | 40 26 18                  | 127 27 20                 | 220 26 20                 | 317 27 21                 | 380 25 20                 | 284 25 19                 | 372 25 20                 | 302 24 18                 | 158 23 16                 | 64 21 14                  |
| متوسط درجة-الحرارة °س مجاميع الهطل مم |                           |                           |                           |                           |                           |                           |                           |                           |                           |                           |                           |
| بالوحدات الإنكليزية \| 01 \| 02 \| 03 \| 04 \| 05 \| 06 \| 07 \| 08 \| 09 \| 10 \| 11 \| 12 \| \| 0.6 72 59 \| 1 77 63 \| 1.6 79 64 \| 5 81 68 \| 8.7 79 68 \| 12 81 70 \| 15 77 68 \| 11 77 66 \| 15 77 68 \| 12 75 64 \| 6.2 73 61 \| 2.5 70 57 \| \| متوسط درجة-الحرارة °ف مجاميع الهطول ″ \| \| \| \| \| \| \| \| \| \| \| \| |                           |                           |                           |                           |                           |                           |                           |                           |                           |                           |                           |
| 01 | 02                        | 03                        | 04                        | 05                        | 06                        | 07                        | 08                        | 09                        | 10                        | 11                        | 12                        |
| 0.6 72 59 | 1 77 63                   | 1.6 79 64                 | 5 81 68                   | 8.7 79 68                 | 12 81 70                  | 15 77 68                  | 11 77 66                  | 15 77 68                  | 12 75 64                  | 6.2 73 61                 | 2.5 70 57                 |
| متوسط درجة-الحرارة °ف مجاميع الهطول ″ |                           |                           |                           |                           |                           |                           |                           |                           |                           |                           |                           |

يختلف مناخ هاينان من شبه استوائي إلى استوائي. تتمتع هاينان الشمالية ، بما في ذلك عاصمة المقاطعة هايكو ، بمناخ شبه استوائي رطب ، بينما تتمتع معظم أنحاء الجزيرة بمناخ موسمي استوائي مع درجات حرارة سنوية أكثر دفئًا في الجنوب. أبرد الشهور هي يناير وفبراير عندما تنخفض درجات الحرارة إلى 16 إلى 21 °م (61 إلى 70 °ف) ؛ الأشهر الأكثر سخونة هي يوليو وأغسطس ، ودرجات الحرارة من 25 إلى 29 °م (77 إلى 84 °ف) باستثناء المناطق الجبلية في الجزء الأوسط من الجزيرة، فإن متوسط درجة الحرارة اليومية في هاينان في جميع الأشهر أعلى بكثير من 10 °م (50 °ف) .
الصيف في الجزء الشمالي أكثر سخونة (لأكثر من 20 يومًا في السنة ، يمكن أن تكون درجة الحرارة أعلى من 35 درجة مئوية (95 درجة فهرنهايت). يبلغ متوسط هطول الأمطار السنوي 1,500 إلى 2,000 مليمتر (59 إلى 79 بوصة) ويمكن أن يصل ارتفاعه إلى 2,400 مليمتر (94 بوصة) في المناطق الوسطى والشرقية، وحتى 900 مليمتر (35 بوصة) في المناطق الساحلية في الجنوب الغربي. تقع أجزاء من هاينان في مسار الأعاصير ، و 70٪ من هطول الأمطار السنوي مشتق من الأعاصير وموسم الأمطار الصيفي. تحدث فيضانات كبيرة بسبب الأعاصير، والتي يمكن أن تسبب العديد من المشاكل للسكان المحليين.

### ضباب سنوي
من يناير إلى فبراير، غالبًا ما تتأثر جزيرة هاينان بالضباب الكثيف، لا سيما في المناطق الساحلية والجزء الشمالي من الجزيرة. يحدث هذا بسبب ملامسة هواء الشتاء البارد القادم من الشمال للبحر الأكثر دفئًا ، مما يتسبب في تكثيف الرطوبة التي تتبخر من البحر وتحويلها إلى ضباب. يبقى الضباب من النهار إلى الليل، ويتوزع بالتساوي. قد تنخفض الرؤية إلى 50 متر (160 قدم) لأيام في كل مرة. خلال هذه الفترة ، يقوم السكان عادة بإغلاق النوافذ. الرطوبة في الهواء شديدة لدرجة أن الجدران في المنازل تبكي، وغالبًا ما تتراكم طبقة من الماء على الأرضيات.

## النباتات والحيوانات

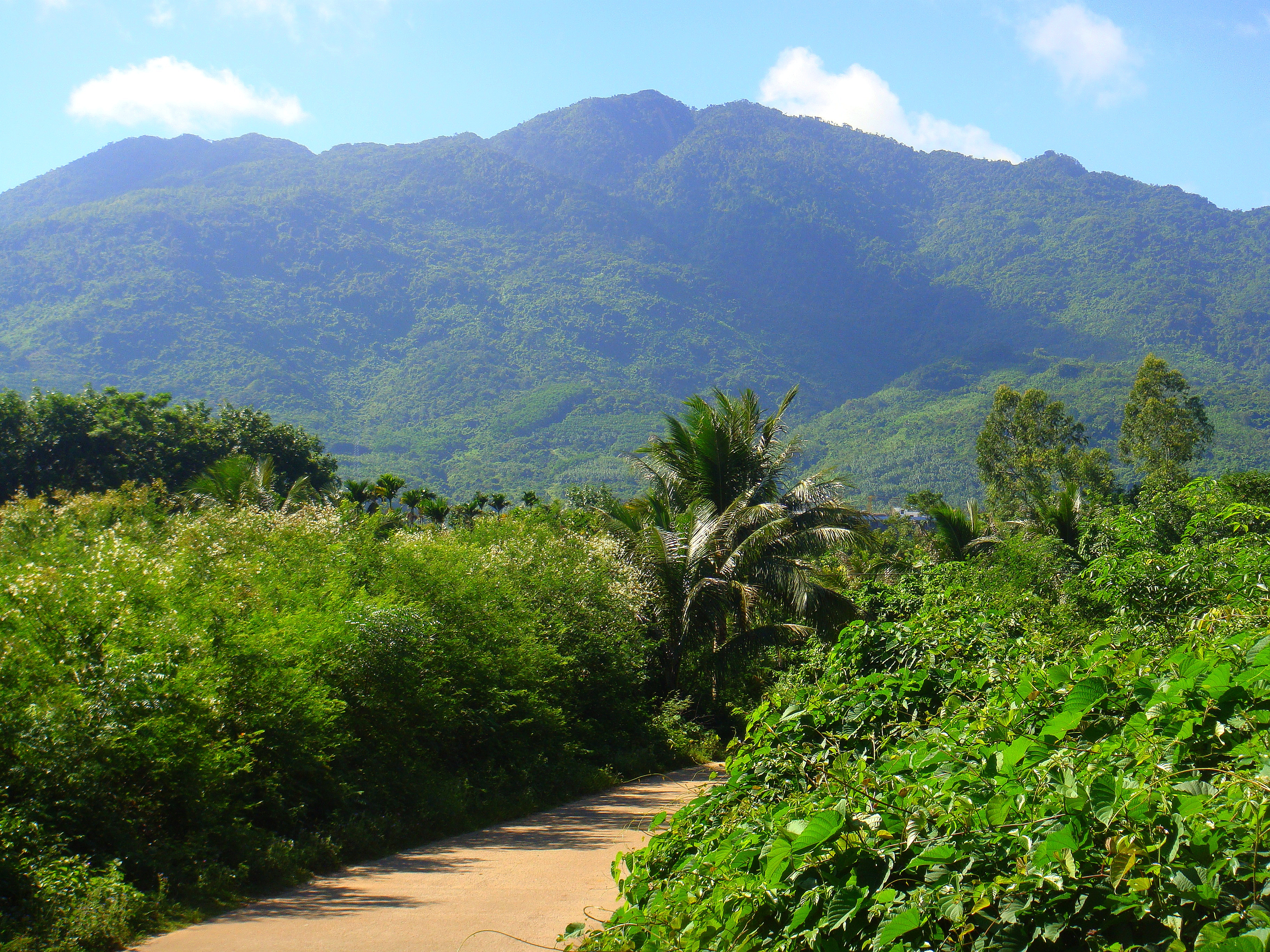
هذا المنظر في وانينغ بالقرب من الساحل الجنوبي الشرقي هو نموذجي للريف الداخلي.

هاينان لديها أكثر من 1,500 كيلومتر مربع (580 ميل2)   من الغابات الاستوائية، التي يعيش فيها 4600 نوع من النباتات وأكثر من 570 نوعًا من الحيوانات. ومع ذلك ، بسبب غزو الأنواع الغريبة ، وتأثير الإنسان من السياحة، وإزالة الغابات، وإطلاق الملوثات، فإن العديد من الأنواع مهددة. يشير تقرير صادر عن وزارة الأراضي والبيئة والموارد في مقاطعة هاينان إلى أن 200 نوع على وشك الانقراض، مع 6 أنواع، مثل Maytenus hainanensis وSciaphila tenella انقرضت بالفعل.

### النباتات
غالبية مساحة أراضي هاينان هي غابات مع تغطية 61.5 في المائة (210 ألف هكتار) تم الإبلاغ عنها في نهاية عام 2012، بزيادة قدرها 34,133 هكتار (84,340 أكر) منذ عام 2011. 1,187 هكتار (2,930 أكر) العشب والأشجار على طول الطرق السريعة بالمقاطعة.

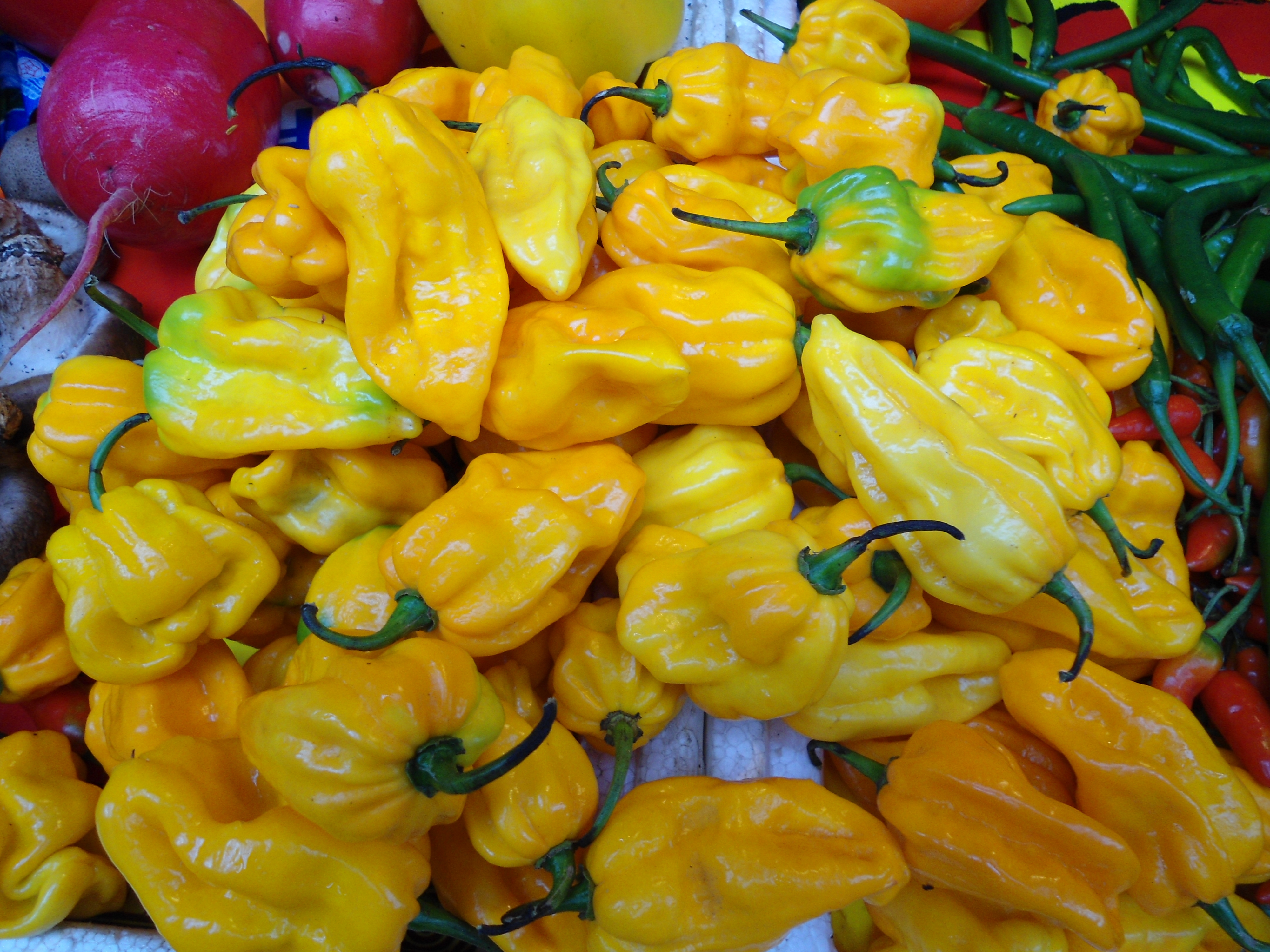
هاينان الفلفل الأصفر الفلفل الحار

يوجد 53 جنسًا في 29 عائلة من الفاكهة البرية والمزروعة في جزيرة هاينان. يوجد عدد قليل من الأشجار الكبيرة في الجزيرة؛ أشجار جوز الهند شائعة جدًا مع الأشجار الأصغر الأخرى. ومع ذلك ، فإن معظم جزيرة هاينان مغطاة بالغابات.
تشمل الأنواع البارزة ما يلي:
- الفلفل الحار ذو الفانوس الأصفر من هاينان هو فلفل شبيه بغطاء الأسكتلندي .
- صنوبر هاينانا لأبيض، نوع من الأشجار.
- طقسوس برقوقي هيناني هو نوع من البرقوق الطقسوس

### الحيوانات
هناك العديد من المناطق المحمية ومحميات الحياة البرية في الجزيرة. تشمل الحيوانات الموجودة في كل مكان في الجزيرة الضفادع والضفادع والأبراص والسقنقود والفراشات. حاضرة، ولكن أقل شيوعًا، هي الأفاعي (أفاعي النخيل الآسيوية، وثعبان الخيزران الأحمر، وأحيانًا الكوبرا)، والسنجاب السيبيري، والسناجب، وزباد النخيل المقنع . لا توجد حيوانات كبيرة تقريبًا في البرية. البحيرات مأهولة بشكل كبير بالكارب وسمك السلور.
هناك 362 نوعًا معروفًا من الطيور. الطيور البحرية مثل النوارس لا تُرى بشكل عام. تنتشر طيور البلشون الأسود والطائرات الورقية السوداء في المناطق الزراعية. على غرار العديد من المناطق شبه الاستوائية، تتنوع أنواع الحشرات والبعوض شائع جدًا.
في المحيط ، من المعروف أن السلاحف البحرية وأسماك قرش الحوت تهاجر في هذه المياه.
تتمتع جزيرة هاينان بتنوع حيوي غني من الحيتانيات وهي موقع لدراسة هذه الأنواع في المياه الصينية. العديد من الحيتان مثل الحيتان اليمنى شمال المحيط الهادئ، الحيتان الرمادية الغربية، الحيتان الحدباء ، والحيتان الزرقاء (كل هذه الحيتان شبه منقرضة في المياه الصينية)  شوهدت تاريخيًا في الشتاء والربيع للتزاوج والعجول. تم اصطياد عمالقة البحر اللطيفين بكثافة وتم القضاء عليهم من قبل صائدي الحيتان اليابانيين (تم إنشاء محطات لصيد الحيتان في مواقع مختلفة على السواحل الصينية والكورية بما في ذلك هاينان وخليج دايا ). قد يستمر وجود عدد قليل من حيتان Bryde وحيتان المنك في المياه المجاورة جنبًا إلى جنب مع شبه جزيرة ليتشو وخليج تونكين. الأنواع الأصغر من الحيتان والدلافين ، مثل الحيتان قصيرة الزعانف  والدلافين الاستوائية المرقطة ،  ولكن أبرزها الدلفين الأبيض الصيني المهددة بالانقراض. يمتد الملاذ المعلن لهذا النوع على طول السواحل. قد تظهر هذه الدلافين بين المياه الأكثر نقاءً مثل المنطقة المجاورة لسانيا.
لا تزال توجد أبقار البحر بأعداد قليلة ، معظمها على جانب خليج تونكين.
تشمل الأنواع البارزة ما يلي:
- الجمباز هاينان( Neohylomys hainanensis أو Hainan moonrat) هو حيوان ثديي صغير.
- حجل هاينان ( Arborophila ardens ) هو نوع من الطيور المتوطنة في جزيرة هاينان.
- هاينان الطاووس الدراج ( Polyplectron katsumatae ) هو نوع من الأنواع المهددة بالانقراض من عائلة Phasianidae .
- يعتبر جيبون هاينان الأسود المتوج ( Nomascus hainanus ) أحد أكثر الرئيسيات المهددة بالانقراض في العالم. بدأت علم البحار، وهي منظمة غير ربحية في بيركلي، كاليفورنيا، الولايات المتحدة، مشروعًا لحماية هاينان جيبون المهددة بالانقراض في مقابل منح دراسية لأطفال أربع قرى بالقرب من محمية هاينان باوانجلينج الطبيعية الوطنية .
- هاينان هير ( Lepus hainanus ) هو نوع من الأرنب المتوطن في هاينان.
- نوع فرعي من القط النمر ( Prionailurus bengalensis alleni ) مستوطن في هاينان.
- هاينان - نقشارة الأوراق ( Phylloscopus hainanus ) هي دخلة العالم القديم في عائلة Phylloscopidae .

## التركيبة السكانية

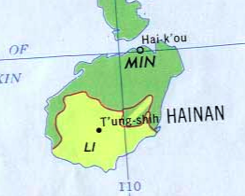
المجموعات الإثنية اللغوية التاريخية في هاينان، خريطة عام 1967. تهيمن على المنطقة الخضراء الداكنة أصناف هاينانية من لغة مين الصينية، بينما يتحدث الناس في المنطقة الخضراء الفاتحة بشكل أساسي لغات الهلاي

الكثافة السكانية في هاينان منخفضة مقارنة بمعظم المقاطعات الصينية الساحلية.
في عام 2000، ضمت المجموعات العرقية في هاينان الهان الصيني الهايناني، الذين يشكلون الأغلبية (84 ٪ من السكان) ويتحدثون لغة مين ، لي (هلاي) (14.7 ٪ من السكان)؛ ال مياو (0.7٪) وتشوانغ (0.6٪). قبيلة لي هي أكبر مجموعة أصلية في الجزيرة من حيث عدد السكان. يوجد أيضًا في الجزيرة أوتسول، أحفاد لاجئي شام، الذين صنفتهم الحكومة الصينية على أنهم هوي بسبب دينهم الإسلامي. يوجد مجتمع تانكا الذي يعيش في خليج سانيا.
يقيم شعب لي بشكل أساسي في تسع مدن ومحافظات في الجزء الأوسط والجنوب من هاينان - مدن سانيا ووتشيشان ودونغفانغ ومقاطعات لي ذاتية الحكم في بايشا ولينغشوي وليدونغ وتشانغجيانغ ومقاطعات لي ومياو ذاتية الحكم. Qiongzhong وباوتينج لي. يعيش البعض الآخر في أماكن أخرى في هاينان مع مجموعات عرقية أخرى في دانتشو وواننج وتشوانغ وتونشانغ. تبلغ مساحة المنطقة التي تسكنها مجموعة لي العرقية 18,700 كيلومتر مربع (7,200 ميل2)، حوالي 55 بالمائة من إجمالي المقاطعة.

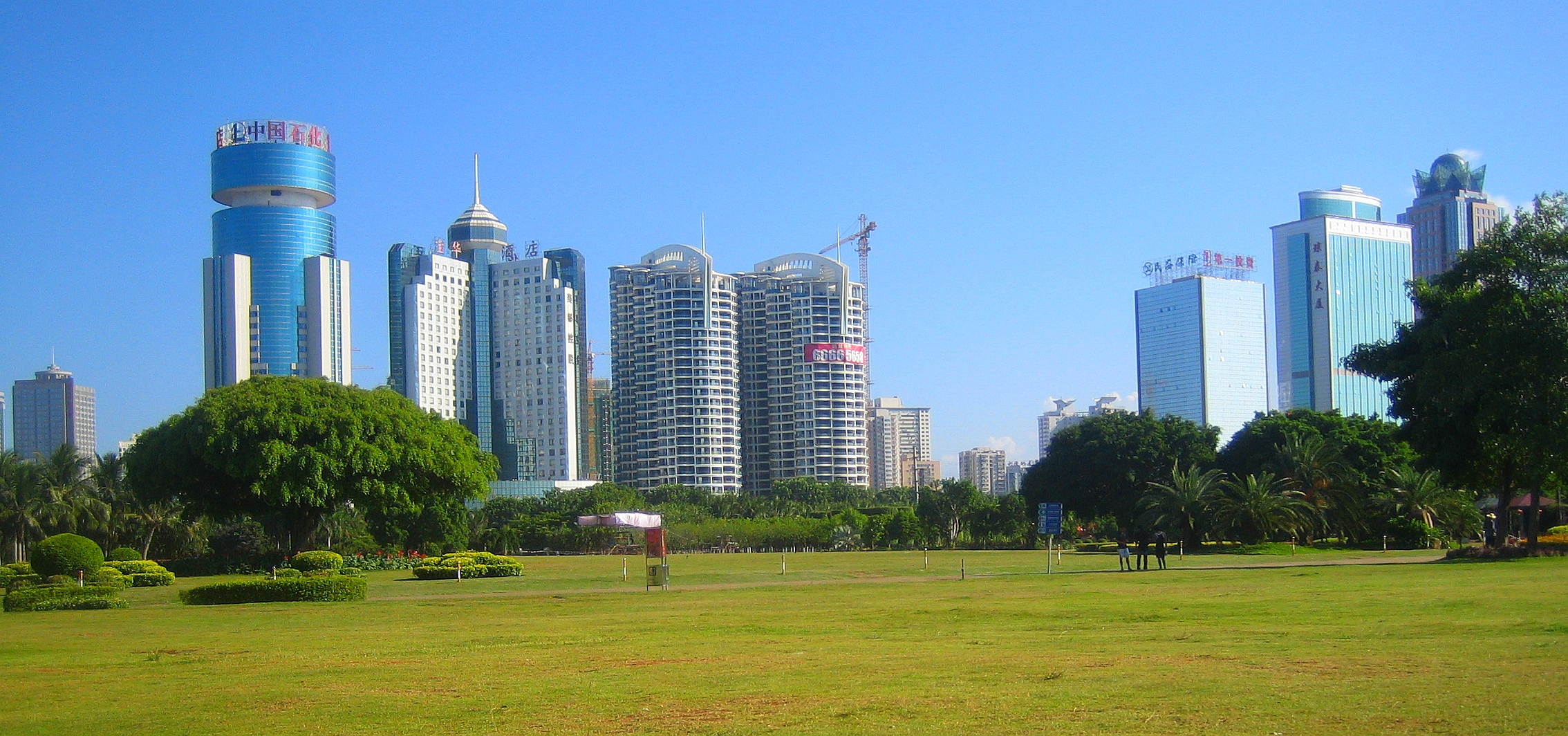
هايكو، عاصمة المقاطعة كما تُرى باتجاه الجنوب من إيفرجرين بارك، حديقة كبيرة تقع على الشاطئ الشمالي للمدينة

على الرغم من أنهم من السكان الأصليين للجزيرة ولا يتحدثون اللغة الصينية، فإن الحكومة الصينية تعتبر شعب ليمغاو (أونغ بي) بالقرب من العاصمة (8 ٪ من سكان هاينان) من الهان الصينيين.

### الدين

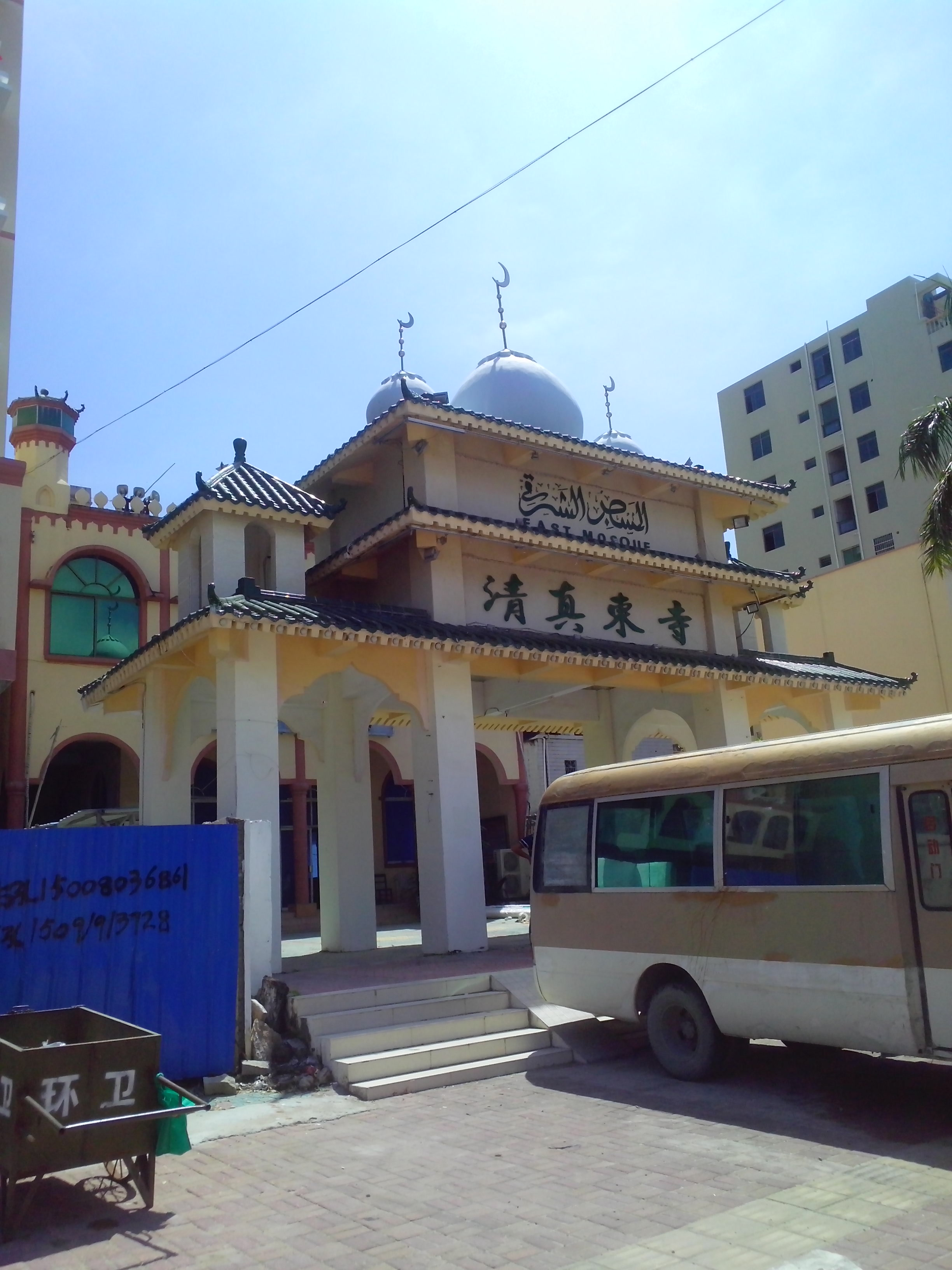
المسجد الشرقي في سانيا مثال على العمارة الصينية الإسلامية.

يمارس معظم سكان هاينان الديانة الشعبية الصينية والبوذية الصينية. سكان لي لديهم أقلية بوذية ثيرافادا. معظم سكان أوتسولس في الجزيرة، وهم فرع من سكان شام الذين يعيشون بالقرب من سانيا، هم من المسلمين. لأن هاينان كانت نقطة في طريق سفر المبشرين، هناك بعض المسيحيين. وفقًا للمسح الاجتماعي الصيني العام لعام 2009، يشكل المسيحيون 0.48٪ من سكان المقاطعة.
حديقة نانشان هي مركز البوذية في هاينان. تضم أكثر من 50 كيلومتر مربع (19 ميل2) من الغابة. يشتمل الموقع على عدد لا يحصى من المعابد والتماثيل والحدائق الروحية مثل حديقة المنقذ وLongevity Valley، مع تحوطات مزينة بشكل معقد وفيرة في أزهار اللوتس، وهو رمز موقر في البوذية يعني الفضيلة أو النقاء.
يقع معبد نانشان الكبير في قلب الوادي ، وتحيط بأبوابه أشكال حجرية لبوذا أمام المدخل المصمم على طراز سلالة تانغ. يعرض الجزء الداخلي صورًا لملوك السماء الأربعة وسط تماثيل للآلهة الأخرى المنصوص عليها في التصاميم المصنوعة من الحجر والذهب واليشم.
ربما يكون الموقع الأكثر شعبية في منطقة نانشان الثقافية البوذية هو عرض الحجر المذهل لبوديساتفا غوان يين، الذي ظهر من بحر الصين الجنوبي على ارتفاع 108 أمتار، وهو أعلى من تمثال الحرية.
يزور منطقة نانشان الثقافية البوذية آلاف السياح والحجاج كل عام الذين يأتون لتكريم الموقع الذي يلعب دورًا مهمًا في الدين في الصين وتذوق بعضًا من أفضل المأكولات النباتية البوذية في الجزيرة.

## اللغات
يتم التحدث بالعائلات اللغوية المختلفة في الجزيرة:
- واحدة من اللغات التي يتحدث بها عادة كلغة مشتركة هو البديل من مين الصينية، المعروف باسم هاينان. أيضا الماندرين القياسية (بوتونغهوا) يفهم ويتحدث بها معظم، والكانتونية يفهم من قبل البعض.
  - في مدينة ياتشنغ (فضلا عن جوارها عدة عشرات من الأميال غرب هويهوي وهويكسين)، ما يسمى الخطاب العسكري (اللغة الرسمية في الجنوب الغربي بين اللهجات الصينية الشمالية) يتحدث بها.
  - في قرية يانغلان إلى الشمال الشرقي، يتم التحدث بلهجتين دقيقتين كلاهما مرتبطان ارتباطا وثيقا بالكانتونية: ال لهجة ماي و ال لهجة دانتشو، تحدث في قرية هايبو في الجنوب ، وهي نفس لهجة اللهجة المنطوقة في دانتشو في دان كونتري في الجزء الشمالي من الجزيرة.
  - من الشرق إلى الغرب على طول شاطئ البحر، يتم استخدام لهجة هاينان.
  - في سانيا مدينة, يمكن للمرء أن يجد متحدثين بلغة الماندرين الصينية والهاينانية.
  - في العاصمة هاينان, هايكو، وكثيرا ما يتحدث الكانتونية من قبل السكان المحليين.
- ال لي، لقومية تشوانغ وليمغاو تكلم لغات تاي كاداي.
- ال مياو تكلم همونغ مين اللغات.
- هناك ما يقرب من 4500 أوتسول الناس الذين يعيشون في قرى يانغلان (羊栏) وهويشين (回新), قريتين على مشارف سانيا. يتحدثون عن لغة تسات، وهو عضو في الأسترونيزية اللغات الشامية.

يخدم الماندرين القياسي كلغة مشتركة بين المجموعات العرقية المختلفة. البالغون الذين ينتمون إلى أقلية لديهم أيضًا مهارات عالية في معرفة القراءة والكتابة باللغة الصينية. يتحدث معظم البالغين عدة لهجات صينية ، ويتحدث البعض أيضًا لغة لي.
عندما يتفاعل شام مع المتحدثين باللهجة الهاينانية من داخل مقاطعة هاينان، فإنهم يستخدمون لهجة هاينان، على الرغم من أن الشباب يستخدمون لغة الماندرين عمومًا. لا يستطيع الكثيرون التواصل بلغة لي، لذلك غالبًا ما يتم استخدام اللهجة الهاينانية أو الماندرين.
في السوق وداخل بلدية سانيا، يستخدم المتحدثون باسم شام فيما بينهم، بينما يستخدم آخرون في الغالب اللهجة الهاينانية. ومع ذلك ، في الأسواق القريبة من المقر الحكومي لبلدة يانجلان، يستخدم الشام إما اللهجة الهاينانية أو لهجة ماي.

### متوسط العمر المتوقع
يعيش سكان هاينان لفترة أطول من سكان البر الرئيسي. في نهاية عام 2017، كان هناك 1565 من المعمرين في هاينان. مقابل كل 100،000 شخص في المقاطعة، كان 17.13 من المعمرين. اعتبارًا من 8 مارس 2018، كان هناك 287،700 مقيمًا تزيد أعمارهم عن 80 عامًا، ويشكلون 3.15٪ من السكان.

## الحكومة

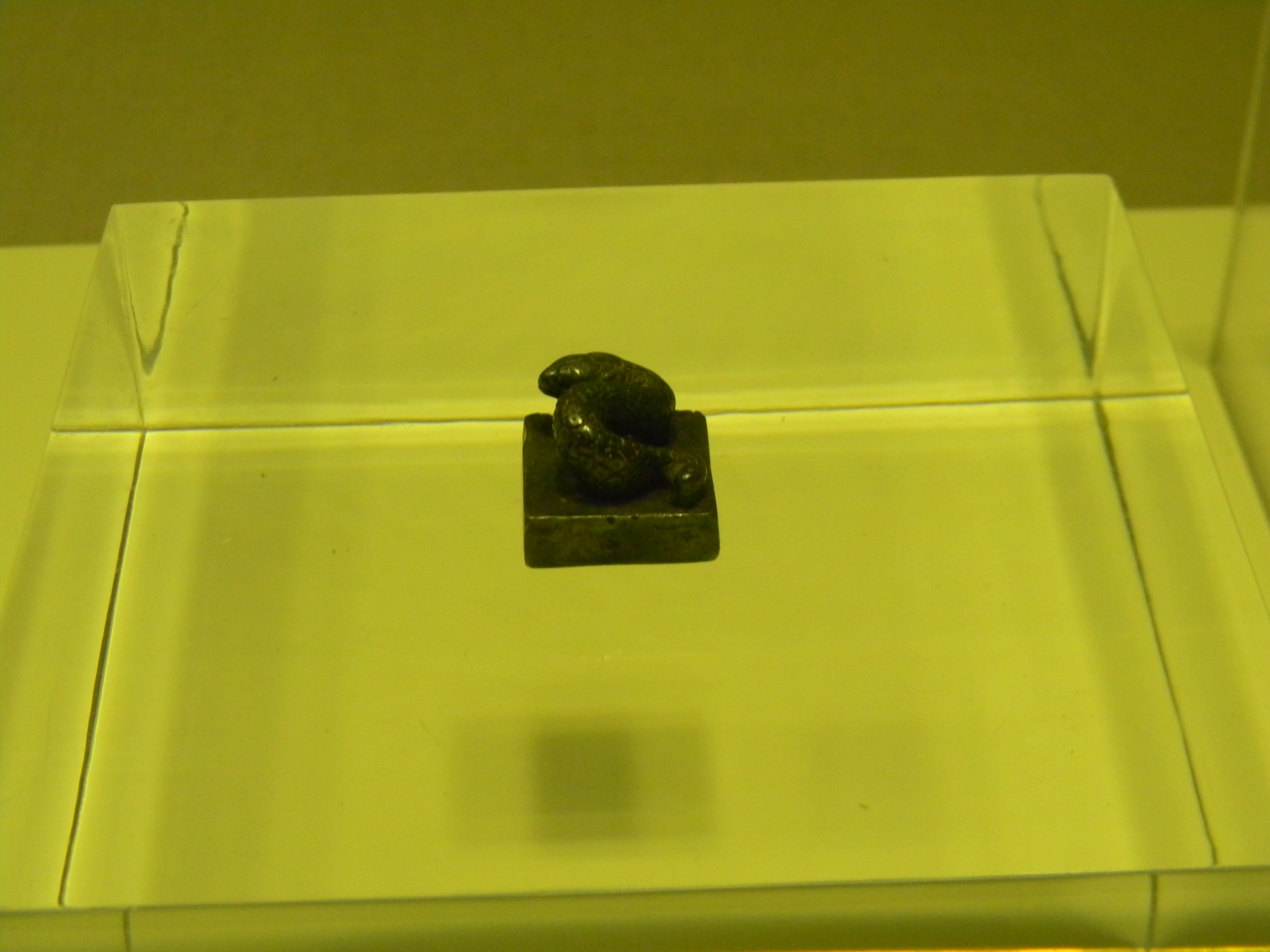
تم اكتشاف ختم أسرة هان في هاينان عام 1984

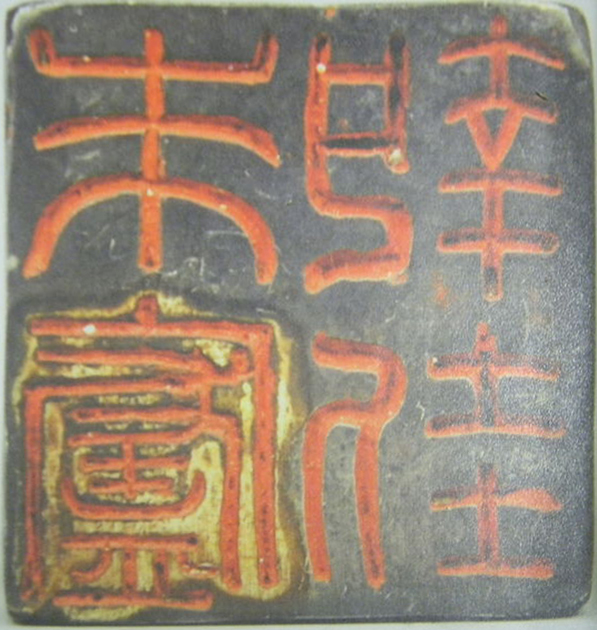
نص ختم هان: "زولو زيكوي"ألغيت قيادة زولو في 46 قبل الميلاد وأعيد تنظيمها لتصبح مقاطعة زيكوي تحت قيادة هيبو

حتى عندما كانت جزيرة هاينان جزءًا من جوانجدونج ، كانت تتمتع بقدر كبير من الحكم الذاتي المحلي ؛ كان النصف الجنوبي من الجزيرة محافظة مستقلة. أدى ارتقاء هاينان إلى مستوى المقاطعات في عام 1988 إلى زيادة مسؤوليتها أمام الحكومة الشعبية المركزية، ولكن من خلال تعيين المقاطعة الجديدة منطقة اقتصادية خاصة، أعربت الحكومة المركزية عن عزمها السماح لهاينان بأقصى قدر من المرونة في وضع برامج لتسهيل الاستثمار الأجنبي والنمو الاقتصادي . إدارياً ، تم تقسيم المقاطعة إلى خمس مناطق اقتصادية رئيسية

### السياسة
يتم تنظيم سياسة هاينان في نظام حكومي وحزبي مزدوج مثل جميع المؤسسات الحاكمة الأخرى في الصين القارية .
حاكم هاينان هو المسؤول الأعلى رتبة في حكومة هاينان الشعبية. ومع ذلك في نظام الحكم المزدوج للحزب والحكومة في المقاطعة، يتمتع الحاكم بسلطة أقل من سكرتير لجنة الحزب الشيوعي الصيني لمقاطعة هاينان أو رئيس الحزب الشيوعي الصيني .

### التشريع
في 13 أبريل 1988، قررت الدورة الأولى للمجلس الوطني السابع لنواب الشعب الصيني إنشاء مقاطعة هاينان ، وفي الوقت نفسه منحت المجلس الشعبي لمقاطعة هاينان ولجنته الدائمة سلطة تشريعية خاصة. بعد اقتراح خطة ميناء التجارة الحرة لعام 2019، يمكن أن تسن هاينان تشريعات في الشؤون الاقتصادية والثقافية والمحلية والإدارة الاجتماعية وما إلى ذلك ، وتنفيذها في منطقة التجارة الحرة في هاينان (الميناء).

### التقسيمات
تستخدم مقاطعة هاينان نظامًا إداريًا مختلفًا قليلاً عن المقاطعات الأخرى في الصين. تنقسم معظم المقاطعات الأخرى بالكامل إلى أقسام على مستوى المحافظات، ثم يتم تقسيم كل منها بالكامل إلى أقسام على مستوى المقاطعة. لا تخضع الانقسامات على مستوى المقاطعة عمومًا للمقاطعة مباشرة. في هاينان ، تقع جميع الأقسام على مستوى المقاطعة تقريبًا (المقاطعات الثماني المستثناة) تحت المقاطعة مباشرةً. ترجع طريقة التقسيم هذه إلى عدد سكان هاينان المتناثر نسبيًا ، والذي بلغ 9.26 مليون اعتبارًا من عام 2017.
| هايكو سانيا سانشا دانزوو ووزيشان كيونغهاي وينشانغ واننينغ دونغفانغ، هاينان [[Ding'an County\|Ding'an County]] ‏ [[Tunchang County\|Tunchang County]] ‏ [[Chengmai County\|Chengmai County]] ‏ [[Lingao County\|Lingao County]] ‏ [[Baisha Li AC\|Baisha Li AC]] ‏ [[Changjiang Li AC\|Changjiang Li AC]] ‏ [[Ledong Li AC\|Ledong Li AC]] ‏ Lingshui Li AC [[Baoting Li and Miao AC\|Baoting Li and Miao AC]] ‏ [[Qiongzhong Li and Miao AC\|Qiongzhong Li and Miao AC]] ‏ █ Provincial administered county-level divisions ☐ Sovereignty over Sansha is disputed, see النزاعات الإقليمية في بحر الصين الجنوبي. |

## قاعدة عسكرية
جزيرة هاينان هي موطن لقاعدة هاينان البحرية التابعة لجيش التحرير الشعبي البحري والميناء البحري للغواصة النووية الاستراتيجية في خليج يالونغ. تقدر القاعدة البحرية بـ 60 قدم (18 م) عالية ، ومبنية في سفوح التلال حول قاعدة عسكرية. الكهوف قادرة على إخفاء ما يصل إلى 20 غواصة نووية من أقمار التجسس الصناعية . يضم المرفأ غواصات نووية للصواريخ الباليستية وهو كبير بما يكفي لاستيعاب حاملات الطائرات . قدرت وزارة الدفاع الأمريكية أن الصين سيكون لديها خمس غواصات من النوع 094 عاملة بحلول عام 2010 مع قدرة كل منها على حمل 12 صاروخًا باليستيًا من طراز JL-2 . اثنان 950 متر (3,120 قدم) أرصفة وثلاثة أرصفة أصغر ستكون كافية لاستيعاب مجموعتين من حاملات الطائرات الهجومية أو سفن هجومية برمائية .

## اقتصاد
اقتصاد هاينان زراعي في الغالب، وأكثر من نصف صادرات الجزيرة عبارة عن منتجات زراعية. ومع ذلك ، ترافق ارتقاء هاينان إلى مستوى المقاطعة (1988) مع تصنيفها كأكبر «منطقة اقتصادية خاصة» في الصين، والهدف من ذلك هو تسريع تنمية الموارد الوفيرة للجزيرة. قبل ذلك ، اشتهرت المقاطعة بأنها منطقة «الغرب المتوحش»، ولم يمسها التصنيع إلى حد كبير ؛ حتى اليوم يوجد عدد قليل نسبيًا من المصانع في المقاطعة. تلعب السياحة دورًا مهمًا في اقتصاد هاينان، ويرجع الفضل في ذلك إلى حد كبير إلى شواطئها الاستوائية وغاباتها المورقة. شجعت الحكومة المركزية الاستثمار الأجنبي في هاينان وسمحت للجزيرة بالاعتماد إلى حد كبير على قوى السوق.
اقتصرت التنمية الصناعية في هاينان إلى حد كبير على معالجة منتجاتها المعدنية والزراعية ، وخاصة المطاط وخام الحديد. منذ الخمسينيات من القرن الماضي ، تم تصنيع الآلات والمعدات الزراعية والمنسوجات في منطقة هايكو للاستهلاك المحلي. كان أحد القيود الرئيسية على التوسع الصناعي هو عدم كفاية إمدادات الكهرباء. معظم طاقة التوليد بالجزيرة هي طاقة مائية، وتخضع للتقلبات الموسمية في مجاري المياه وتدفقات الأنهار.
في ديسمبر 2009، أعلنت حكومة الصين أنها تخطط لجعل هاينان «وجهة سياحية دولية» بحلول عام 2020. ساهم هذا الإعلان في طفرة في اقتصاد المقاطعة، مع زيادة الاستثمار على أساس سنوي بنسبة 136.9 ٪ في الأشهر الثلاثة الأولى من عام 2010. يمثل قطاع العقارات في هاينان أكثر من ثلث النمو الاقتصادي للمقاطعة.
وفقًا للبيان الإحصائي للتنمية الاقتصادية والاجتماعية الوطنية لهيئة الإحصاء، بلغ الناتج المحلي الإجمالي لمقاطعة هاينان في عام 2017 446.3 مليار يوان (66.1 مليار دولار أمريكي)، بزيادة 7.0 بالمئة عن العام السابق. ومن هذا الإجمالي ، بلغت القيمة المضافة للصناعة الأولية 97.9 مليار يوان (14.5 مليار دولار أمريكي) ، بزيادة 3.6 في المائة، وقيمة الصناعة الثانوية 99.7 مليار يوان (14.8 مليار دولار أمريكي)، بزيادة 2.7 في المائة وقيمة الصناعة الثانوية. بلغت الصناعة الثالثة 248.6 مليار يوان (36.8 مليار دولار امريكى) بزيادة 10.2 في المائة. شكلت القيمة المضافة للصناعة الأولية 21.95 في المائة من الناتج المحلي الإجمالي ؛ وبلغت نسبة الصناعة الثانوية 22.34 في المائة؛ وشكلت الصناعة الثالثة 55.71 في المائة. بلغ نصيب الفرد من الناتج المحلي الإجمالي في عام 2017 48430 يوانًا (7173 دولارًا أمريكيًا).

### الزراعة

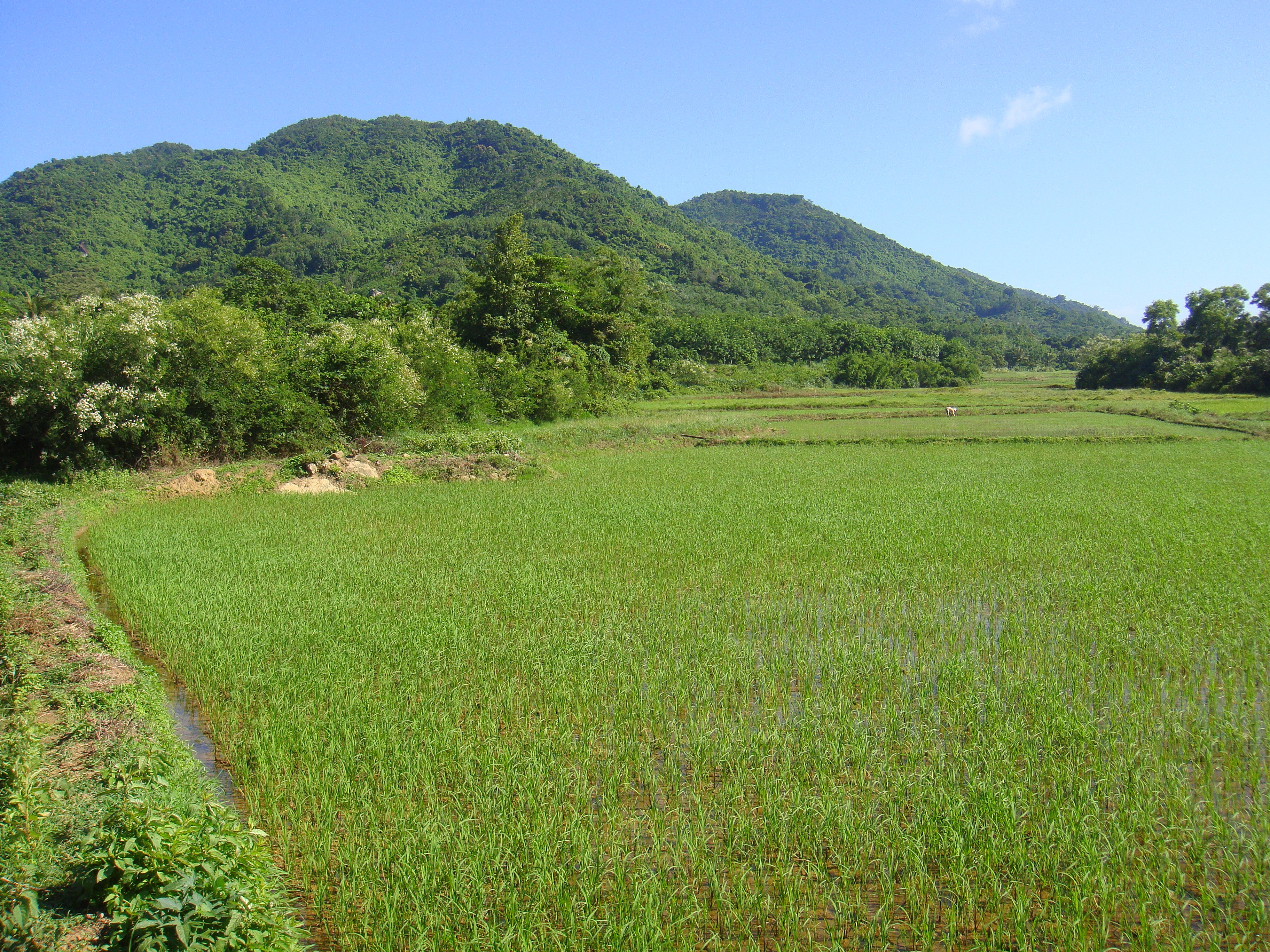
أحد حقول الأرز العديدة في هاينان

نظرًا للمناخ الاستوائي في هاينان ، يُزرع الأرز غير المقشور على نطاق واسع في الأراضي المنخفضة الشمالية الشرقية وفي الوديان الجبلية الجنوبية. تشمل المحاصيل الرائدة بخلاف الأرز جوز الهند وزيت النخيل والسيزال والفواكه الاستوائية (بما في ذلك الأناناس، والتي تعد هاينان المنتج الرئيسي لها في الصين) والفلفل الأسود والقهوة والشاي والكاجو وقصب السكر
الفلفل الحار ذو الفانوس الأصفر من هاينان، وهو نوع مشابه للغطاء الإسكتلندي ، فريد من نوعه في الجزيرة ، ويزرع في الجنوب الشرقي والجنوب الغربي.
تبلغ مساحة المحاصيل الاستوائية الإجمالية في هاينان 100000 هكتار.
هاينان هي منتج رئيسي للمطاط. في أوائل القرن العشرين ، أدخل المهاجرون الصينيون العائدون من مالايا البريطانية آنذاك أشجار المطاط إلى الجزيرة ؛ بعد عام 1950 ، تم تطوير مزارع الدولة ، وتنتج هاينان الآن كمية كبيرة من المطاط الصيني. يُزرع المطاط الطبيعي الآن على مساحة 246000 هكتار من الأراضي. هذا يحتل المرتبة السادسة في العالم في مساحة الحصاد والخامسة من حيث الإنتاج.
يوجد في هاينان ما يقرب من 93000 هكتار من أشجار النخيل . يُستهلك المنتج ، وهو جوز الأريكا، محليًا ويتم إرساله أيضًا إلى البر الرئيسي. يتم إنتاج 95 بالمائة من إنتاج الصين من هذا الجوز في هاينان.
تتكون حيوانات المزرعة المستأنسة بشكل رئيسي من الماعز والأبقار والجاموس والدجاج والأوز والبط.

#### مصايد الأسماك

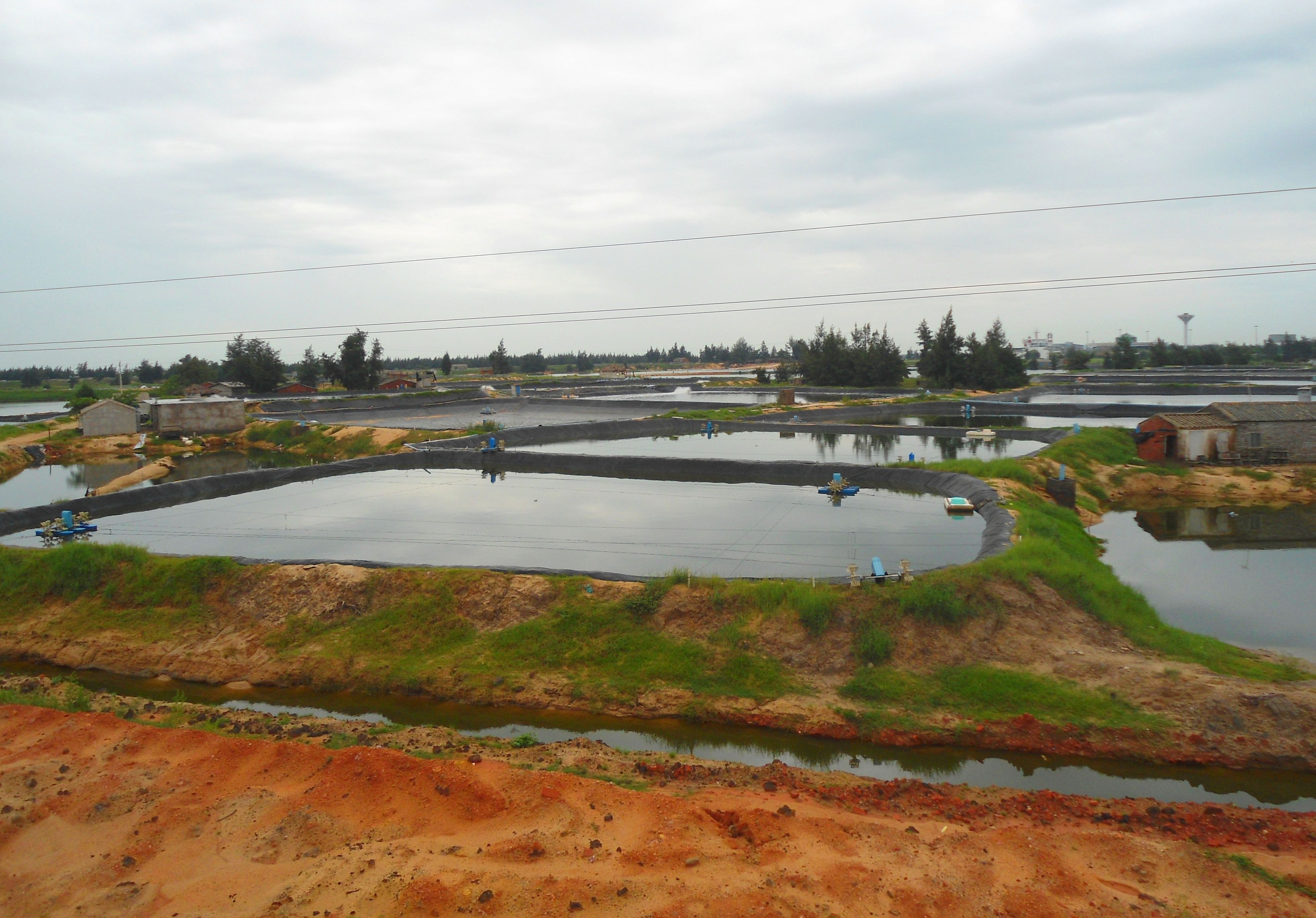
مزارع الأسماك في تشنغماي

الهامور والماكريل الاسباني والتونة  يشكل الجزء الأكبر من المصيد من مناطق الصيد البحرية. تتم تربية الإسكالوب واللؤلؤ في الخلجان والأحواض الضحلة للاستخدام المحلي والتصدير.
بلغ إنتاج البلطي في عام 2008 300,000 طن متري (330,000 طن صغير). الجزيرة لديها ما يقدر بنحو 100000 أسرة محلية وتجارية لتربية الأسماك.

### السياحة

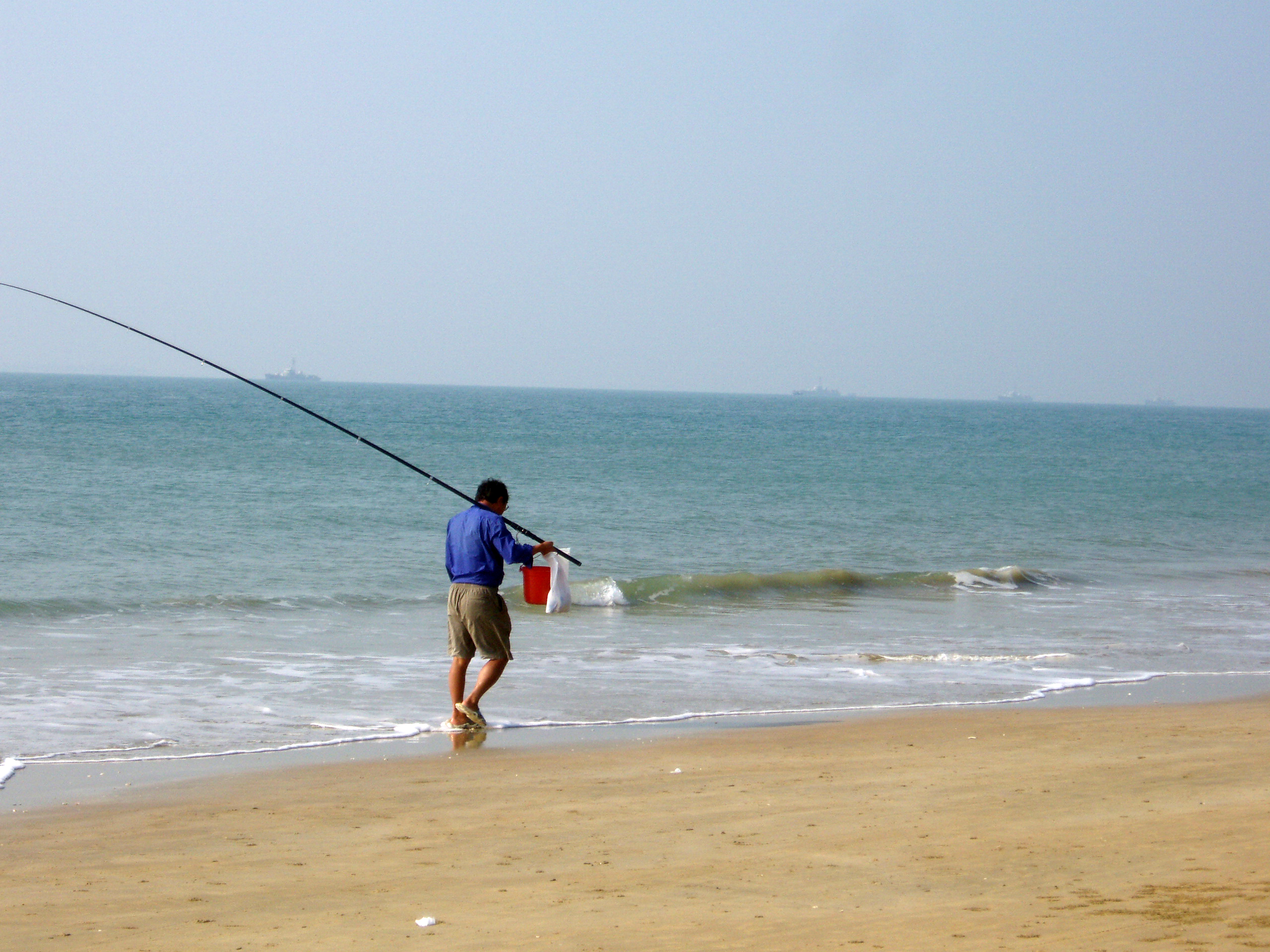
يقع هذا الشاطئ في سانيا، وهو نموذجي لتلك الموجودة على طول الساحل الشرقي بأكمله لهاينان

غالبًا ما يتم تقسيم جزيرة هاينان إلى ثماني مناطق لأغراض السياحة: هايكو ومنطقة (هايكو، تشيونغشان، دينجان )؛ الشمال الشرقي (وينشانغ)؛ الساحل الشرقي الأوسط (Qionghai ، Ding'an)؛ الساحل الجنوبي الشرقي؛ الجنوب (سانيا) ؛ يُطلق على الساحل الغربي أيضًا اسم الريفيرا الصينية (ليدونغ، دونغ فانغ، زيانغسوي، تشانغجيانغ)؛ الشمال الغربي ( دانزوو، لينجاو، تشنغماي)؛ والمرتفعات الوسطى
تشمل الوجهات السياحية الشهيرة الشواطئ والمنتجعات في الجزء الجنوبي من المقاطعة. الداخل هو فايف فنجر ماونتن، منطقة ذات مناظر خلابة. يزور السياح أيضًا عاصمة هايكو مع مناطق الجذب السياحي مثل فيلم تاون هايكو
وهوليداي بيتش.

#### متطلبات التأشيرة
في عام 2000، بدأت المقاطعة سياسة التأشيرة عند الوصول للمجموعات السياحية الأجنبية. وهي متاحة لمواطني ستة وعشرين دولة مختلفة ، وقد تم إنشاؤها من أجل جذب الزوار.
اعتبارًا من 1 مايو 2018، سيتمكن مواطنو 59 دولة من زيارة هاينان لمدة 30 يومًا دون الحاجة إلى تأشيرة، بشرط أن يأتوا في جولة عبر وكالة سفر. الدول المدرجة ضمن 59 هي: الأرجنتين، أستراليا، النمسا، بلجيكا، البرازيل، كندا، تشيلي، جمهورية التشيك، الدنمارك، فنلندا، فرنسا، ألمانيا، اليونان، المجر، أيسلندا، إندونيسيا، أيرلندا إيطاليا، اليابان، كازاخستان، ماليزيا. والمكسيك وهولندا ونيوزيلندا والنرويج والفلبين وبولندا والبرتغال وروسيا وسنغافورة وإسبانيا وكوريا الجنوبية والسويد وسويسرا وتايلاند والإمارات العربية المتحدة وأوكرانيا والمملكة المتحدة والولايات

#### إحصائيات
خلال عام 2008، زار 20.6 مليون سائح هاينان، وبلغ إجمالي الإيرادات 19.23 مليار يوان (2.81 مليار دولار أمريكي). ومن بين هؤلاء السائحين، كان هناك 979800 سائح من الخارج ، وجاءت أكبر الأعداد من كوريا الجنوبية وروسيا واليابان.
في عام 2010، بلغ عدد السائحين الذين يقضون ليلة واحدة في هاينان 25.87 مليون ، 663000 منهم جاءوا من خارج الصين.
خلال عام 2011، زار أكثر من 30 مليون سائح هاينان، معظمهم من الصين القارية. من بين 814600 سائح أجنبي، جاء 227600 منهم من روسيا، بزيادة 53.3 في المائة على أساس سنوي. بلغ إجمالي الإيرادات خلال ذلك العام 32 مليار يوان صيني (4.3 مليار دولار أمريكي) ، بزيادة 25 بالمائة عن عام 2010.
في الربع الأول من عام 2012، أفادت لجنة تنمية السياحة في مقاطعة هاينان أن هاينان استقبلت 208300 زائر بين عشية وضحاها، 25 في المائة منهم جاءوا من روسيا.
في عام 2014، استقبلت هاينان 50.2 مليون سائح، 660.000 منهم من الخارج.
خلال عام 2015 ، استقبلت هاينان 53 مليون زائر.
في عام 2016 ، ذهب أكثر من 60 مليون سائح إلى هاينان، بزيادة قدرها 12.9٪ عن عام 2015.
خلال عام 2018 ، استقبلت المقاطعة أكثر من 76 مليون سائح محلي وأجنبي ، بزيادة سنوية قدرها 11.8٪. كما زادت الإيرادات أيضًا بنسبة 14.5٪ مقارنة بالعام السابق بإجمالي 95 مليار يوان (14 مليار دولار أمريكي).

#### سياحة طبية
تقوم حكومة هاينان بتوسيع صناعة السياحة العلاجية بالمقاطعة. أنشأت حكومة المقاطعة المنطقة التجريبية للسياحة العلاجية الدولية في بواو ليتشنغ في منطقة بواو. تقع المنطقة على بعد ستة كيلومترات من منتدى بواو لآسيا وتغطي 20 كيلومترًا مربعًا. تم الإعلان عن ذلك في منتدى بواو الآسيوي في عام 2011. وافق مجلس الدولة على تطوير جزيرة ليتشنغ  كوجهة ذات طابع السياحة العلاجية. جزيرة ليتشنغ هي جزيرة صغيرة في نهر وانكوان حوالي 3 كيلومتر (1.9 ميل) غرب مدينة بواو الساحلية على الساحل الغربي للمقاطعة. بناء على 20 كم 2. بدأت المنطقة في ديسمبر 2014 وستتكلف 1.5 مليار يوان من المتوقع. كان من المقرر الانتهاء منه في عام 2016 وهي أول منطقة خاصة للسفر الطبي في الصين. كجزء من المنطقة، تم افتتاح مستشفى بواو سوبر في عام 2018.

#### المواقع التاريخية
هايكو هي عاصمة المقاطعة وتحتوي على مواقع تاريخية مثيرة للاهتمام. تُعرف هايكو أيضًا باسم مدينة كوكونوت ، وهي ميناء رئيسي. معبد المسؤولين الخمسة،20°0′35.79″N 110°21′17.34″E / 20.0099417°N 110.3548167°E  من خمسة معابد وقاعات تقليدية تم بناؤها تكريما لخمسة مسؤولين من أسرة تانغ (618-907) وسونغ (960-1279). تم نفي هؤلاء المسؤولين إلى هاينان لفترات تتراوح من 11 يومًا إلى 11 عامًا للتحدث علانية ضد ما شعروا أنه ممارسات خاطئة من قبل الأباطرة. (ربما يكون من المهم أن إنشاء معبد المسؤولين الخمسة في أواخر القرن التاسع عشر يتزامن مع وقت كانت فيه وحدة أراضي الصين تحت التهديد ، وأن العديد من المسؤولين الذين تم تكريمهم هنا تم نفيهم لاعتناقهم سياسات عدوانية بشأن استعادة الشمال. الصين من جورشن خلال سلالة سونغ الجنوبية.

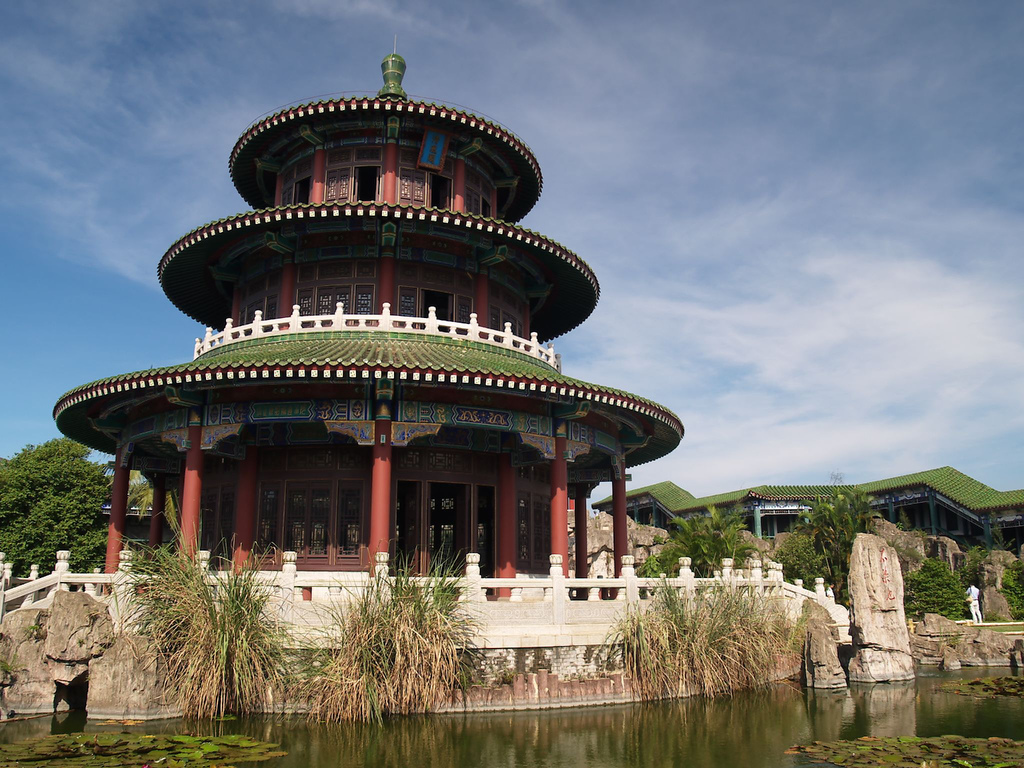
قبر هاي روي

قبر هاي روي (20°0′29.66″N 110°17′30.18″E / 20.0082389°N 110.2917167°E ) هو موقع وطني رئيسي للحماية الثقافية. كان هاي روي مسؤولًا عطوفًا وشعبيًا من أصول هاينانية عاش خلال عهد أسرة مينج. اشتهر بصدقه مدى الحياة واستعداده للتحدث نيابة عن السكان المحليين. في وقت لاحق من حياته ، تعرض هاي روي للاضطهاد وفقد استحسان الإمبراطور. بنى المعجبون به مقبرة هاي روي بعد وفاته لإحياء ذكرى أعماله العظيمة. بدأ بناء القبر في عام 1589.
حقل يانغبو القديم للملح هو موقع تراثي في قرية يانتيان في شبه جزيرة يانغبو. تضم المنطقة أكثر من 1000 حجر ، مقطوعة من الأعلى ، تستخدم لتجفيف مياه البحر لإنتاج الملح.

#### عوامل الجذب والوجهات الأخرى

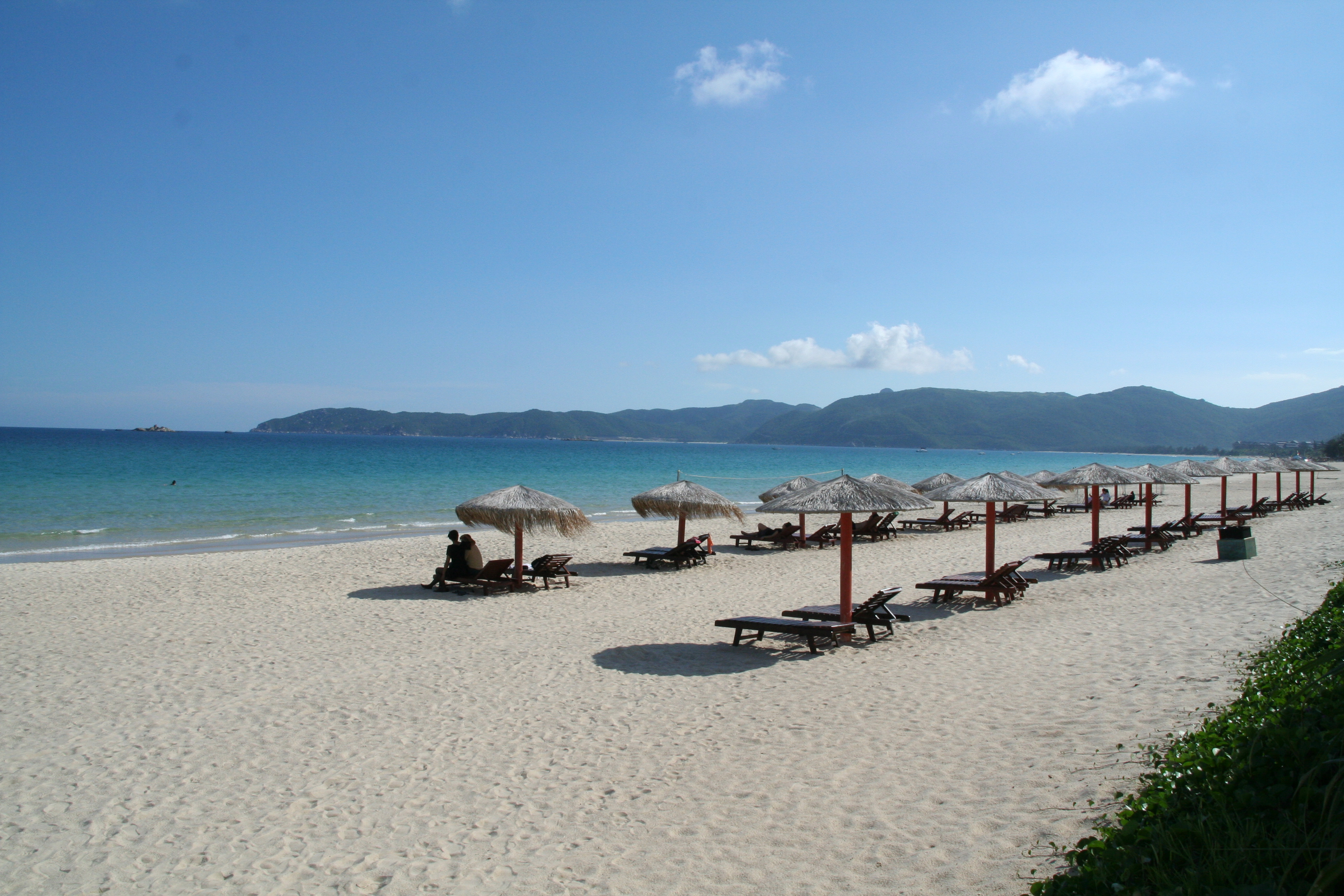
خليج يالونغ، أغلى وأشهر شاطئ في هاينان، وموقع العديد من الفنادق الخمس نجوم.

تضم جزيرة هاينان عددًا من الشواطئ والينابيع الساخنة ومناطق الجذب الأخرى. بعض المواقع ذات المناظر الخلابة تشمل
- جزيرة فينيكس، جزيرة اصطناعية في خليج سانيا.
- جزيرة القرد، بالقرب من خليج العطور المعروف أو شيانغشوي وان، وهي وجهة سياحية شهيرة تقع في مقاطعة لونغشوي لي، هي محمية طبيعية محمية من قبل الدولة لقرود المكاك .
- خليج يالونغ 7 كيلومتر (4.3 ميل) طويل إلى الشرق من مدينة سانيا.
- منطقة خليج شيانغشوي ذات المناظر الخلابة، 48 كيلومتر (30 ميل) من سانيا تياندو.
- كهف لوبي، 15 كيلومتر (9.3 ميل) شمال مدينة سانيا.
- معبد نانشان، منطقة ثقافية بوذية تقع غرب سانيا ويبلغ 108 متر (354 قدم) تمثال قوانيين، آلهة الرحمة البوذية.
- يانودا هي منطقة غابات مطيرة. إنه مفتوح للزوار مع جولات المشي المصحوبة بمرشدين، وزيبيلين، ونشاط تسلق الشلال.

#### اليخوت
لتشجيع مجتمع اليخوت الدولي، تسمح اللوائح الجديدة الآن لليخوت الأجنبية بالبقاء لما مجموعه 183 يومًا كل عام ، مع مدة إقامة واحدة بحد أقصى 30 يومًا. سيتم بناء 13 ميناء إضافيًا حول الجزيرة لاستيعاب هذا السوق.

### منطقة تجارة حرة
في 13 أبريل 2018 ، أعلن الأمين العام للحزب الشيوعي شي جين بينغ عن خطة لتحويل الجزيرة تدريجيًا إلى منطقة تجارة حرة تجريبية بحلول عام 2020 ، وتحويل الجزيرة بأكملها إلى ميناء للتجارة الحرة بحلول عام 2025. وسيشمل ذلك دعوة الشركات الأجنبية والمتعددة الجنسيات لإنشاء مقارها الإقليمية والدولية في هاينان. ستخضع السلع والخدمات لرسوم جمركية منخفضة أو حتى معدومة. ستصبح المنطقة أكبر منطقة تجارة حرة في الصين ، وأول ميناء تجاري منذ عام 1949 ، عندما تأسست جمهورية الصين الشعبية. جزء من الخطة هو إقامة تبادلات في السلع وتجارة الكربون والطاقة الدولية والشحن. سيتم التركيز أيضًا على تطوير الصناعات الخدمية بما في ذلك السياحة والإنترنت والرعاية الصحية والتمويل ، فضلاً عن استضافة المؤتمرات والمعارض.
منذ الإعلان في أبريل 2018 ، وقعت هاينان 159 عقدًا مع كبرى الشركات. في سبتمبر 2018، نقلت مجموعة الصين الوطنية لخدمات السفر، أكبر تكتل أعمال سفر في الصين، مقرها الرئيسي من بكين إلى هايكو. في أكتوبر 2018 ، وقعت بايدو وهاينان صفقة لبناء قرية بيئية بتكلفة 10 مليارات يوان (1.45 مليار دولار أمريكي).
لجلب العمال الموهوبين إلى هاينان ، عقدت حكومة هاينان في نوفمبر 2018 معرض توظيف في بكين في محاولة لجلب 7471 شخصًا إلى هاينان للعمل في الوكالات الحكومية والشركات والمؤسسات الأخرى.

### برنامج الإعفاء من الرسوم الجمركية
في 20 أبريل 2011 ، بدأ برنامج تجريبي للإعفاء من الرسوم الجمركية بهدف زيادة مشتريات السلع الكمالية. يسمح للزوار الصينيين المحليين بالمطالبة باسترداد الضرائب على السلع الكمالية المستوردة التي تم شراؤها داخل المقاطعة. تم تعيين الحد الأقصى للقيمة عند 5000 يوان (762 دولارًا أمريكيًا) ، مع خفض معدلات الضرائب على المشتريات التي تزيد عن 5000 يوان. في أكتوبر 2012 ، تم رفع حدود الرسوم الجمركية إلى 8000 يوان (1273 دولارًا أمريكيًا) ، وأصبحت متاحة لكل من السياح المحليين والدوليين.
بلغ إجمالي مبيعات المنتجات المعفاة من الرسوم الجمركية لعام 2012 2.4 مليار يوان.
من المقرر افتتاح أكبر مجمع تسوق معفى من الرسوم الجمركية في العالم في خليج هايتانج في أغسطس 2014.
خلال مهرجان الربيع 2018 ، سجلت هاينان زيادة بنسبة 25٪ في الإيرادات المعفاة من الرسوم الجمركية ، مع 450 مليون يوان (71 مليون دولار) في المبيعات. استقبل المتجران المعفيان من الرسوم الجمركية، الواقعان في سانيا وهايكو ، حوالي 99 ألف عميل ، بزيادة قدرها 32٪.
خلال عام 2018 ، بلغت مبيعات متجرين معفيين من الرسوم الجمركية أكثر من 10 مليار يوان صيني واستقبلوا 2.88 مليون عميل.

### الموارد الطبيعية
تمتلك هاينان احتياطيات قابلة للاستغلال تجاريًا لأكثر من 30 معدنًا . الحديد ، الذي استخرجه اليابانيون لأول مرة أثناء احتلالهم للجزيرة في الحرب العالمية الثانية ، هو الأهم. من المهم أيضًا التيتانيوم والمنغنيز والتنغستن والبوكسيت والموليبدينوم والكوبالت والنحاس والذهب والفضة . توجد رواسب كبيرة من الليغنيت والصخر الزيتي في الجزيرة ، كما تم اكتشاف اكتشافات كبيرة من النفط والغاز الطبيعي في البحر. تحتوي الغابات البكر في الجبال الداخلية على أكثر من 20 نوعًا ذا قيمة تجارية ، بما في ذلك خشب الساج وخشب الصندل .

### سوق العقارات
في عام 1990 ، كانت مقاطعة هاينان موقعًا لأكبر انهيار للممتلكات في التاريخ الصيني الحديث  مع عام 2009 والإعلان عن خطة الحكومة الصينية لتطوير المقاطعة إلى موقع سياحي دولي رئيسي ، ارتفعت مبيعات العقارات بنسبة 73٪ ، مما أدى إلى إنشاء احتمال حدوث فقاعة أخرى في سوق العقارات في هاينان.
منذ مارس 2010 ، تباطأت قيم العقارات التجارية والسكنية في بعض أجزاء هاينان منذ أن بلغ السوق ذروته في فبراير. في مارس ، انخفض متوسط أسعار المعاملات على أساس شهري بنسبة 12.82٪ إلى 12280 يوان صيني للمتر المربع ، مع انخفاض في الحجم إلى 627,000 متر مربع (6,750,000 قدم2) ، بانخفاض قدره 19.05٪. في وقت لاحق من شهر أبريل ، انخفضت الأسعار بنسبة 2.84٪ إلى 11932 يوانًا للمتر المربع ، مع انخفاض بنسبة 57.59٪ في الحجم إلى 567,200 متر مربع (6,105,000 قدم2) . ثم تراجعت الأسعار في مايو بنسبة 29.74٪ أخرى عن الشهر السابق لتصل إلى 8483 يوانًا للمتر المربع ، مع انخفاض بنسبة 57.95٪ في الحجم إلى 229,000 متر مربع (2,460,000 قدم2) . ومع ذلك ، ظلت أسعار العقارات في منتجع سانيا السياحي قوية اعتبارًا من يناير 2011 ، مع بيع التطورات الرئيسية بأسعار تصل إلى 80000 يوان صيني لكل متر مربع.
تظهر بيانات عام 2016 أن هاينان شهدت زيادة في مبيعات المنازل بنسبة 44٪. بلغ حجم المبيعات 129 مليار يوان (18.82 مليار دولار) بزيادة 51.2 في المائة على أساس سنوي. خلال ذلك العام في نوفمبر ، تم بيع الشقق التجارية في سانيا مقابل 20.695 يوان صيني للمتر المربع بزيادة قدرها 15.75٪ على أساس سنوي. بلغ إجمالي العقارات المباعة في سانيا خلال تلك الفترة 212.400 متر مربع.
من بين عشرين شركة تطوير عقاري رائدة في الصين ، استثمر ثمانية عشر شركة في هاينان خلال عام 2016.
في بداية عام 2017 ، كان سعر المنزل في هايكو حوالي 8000 يوان (1170 دولارًا أمريكيًا) للمتر المربع و 20000 دولار أمريكي (2977 دولارًا أمريكيًا) للمتر المربع في سانيا.

## المواصلات

### الطرق

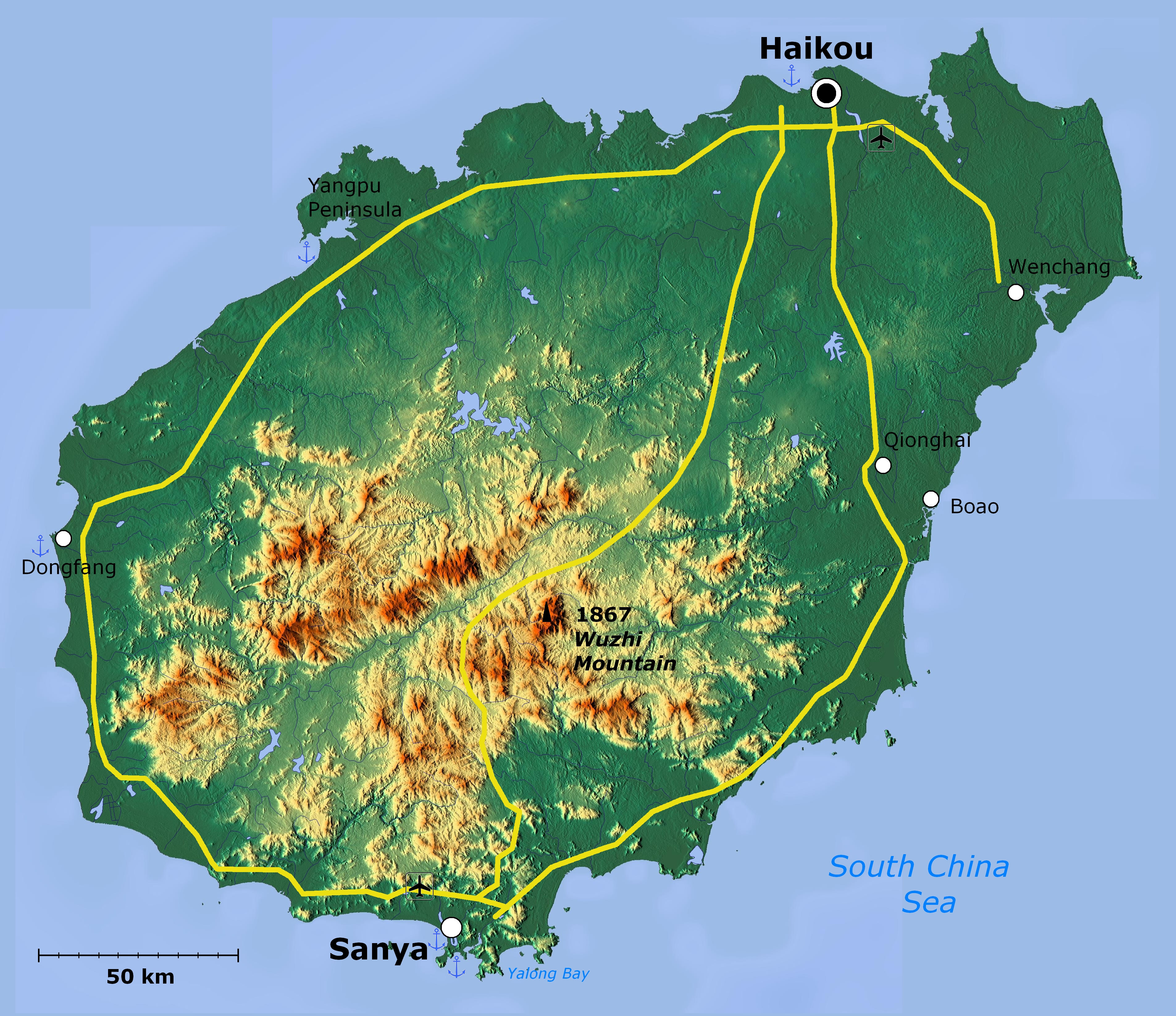
خريطة توضح الطرق السريعة الرئيسية

قبل عام 1950 ، لم يكن هناك عملياً أي روابط مواصلات مع المناطق الداخلية للجزيرة. تم بناء الطرق الأولى في أوائل القرن العشرين ، ولكن لم يتم إنشاء طرق رئيسية في الجبال حتى الخمسينيات من القرن الماضي. تشكل الطرق الموازية بين الشمال والجنوب على طول السواحل الشرقية والغربية وعبر الجزء الداخلي من الجزيرة معظم شبكة طرق هاينان.
هاينان هي المقاطعة الوحيدة في الصين التي لا يوجد بها محطات رسوم على الطرق السريعة. ويرجع ذلك إلى إصلاح «الرسوم إلى الضرائب» لعام 1994.
هناك العديد من الطرق السريعة الرئيسية والطرق السريعة التي تربط هايكو على الساحل الشمالي بسانيا على الساحل الجنوبي. يبلغ طول G224 309 كيلومترات ويمتد عبر وسط المقاطعة. يتكون طريق هاينان الدائري السريع من ثلاثة أجزاء: الطريق G225 هو 429 كيلومتر (267 ميل) طويل وهو الجزء الغربي. بالنسبة لمعظم طوله ، يمتد G225 بالتوازي مع خط سكة حديد هاينان الدائري الغربي . G223 هو الجزء الشرقي ، ويمتد من هايكو إلى سانيا. يبلغ طوله 323 كيلومترًا. G98 هو طريق سريع مداري بطول 612.8 كيلومتر يحيط بالجزيرة. طريق هاينان السريع 1 ، طريق سريع جديد ذو مناظر خلابة يبلغ طوله 1040 كيلومترًا ، سيتم بناؤه حول الجزيرة ، على طول الساحل بدءًا من مايو 2019.
هناك أيضًا العديد من الطرق الريفية داخل المقاطعة. عادة ما تكون هذه طرق أسفلتية ذات اتجاهين وتربط المدن الكبيرة. تربط آلاف القرى ببعضها البعض وبالمزارع طرق خرسانية يبلغ عرضها حوالي 6 أمتار. تم بناء العديد من هذه المباني بدءًا من عام 2000 تقريبًا فصاعدًا ، وحتى عام 2019 ، لا يزال يتم بناؤها.

### الجسور
بينما تم التخطيط لبناء جسر يربط هاينان بشبه جزيرة ليتشو في البر الرئيسي في أوائل العقد الأول من القرن الحادي والعشرين ، إلا أنه لم يؤت ثماره أبدًا. تلقى الجسر أو النفق اهتمامًا مستمرًا في عام 2018 ، حيث أن السفر عن طريق الجو أو العبارة يمكن أن يترك السكان والزوار معزولين عند حلول الطقس السيئ.

### سكة حديدية

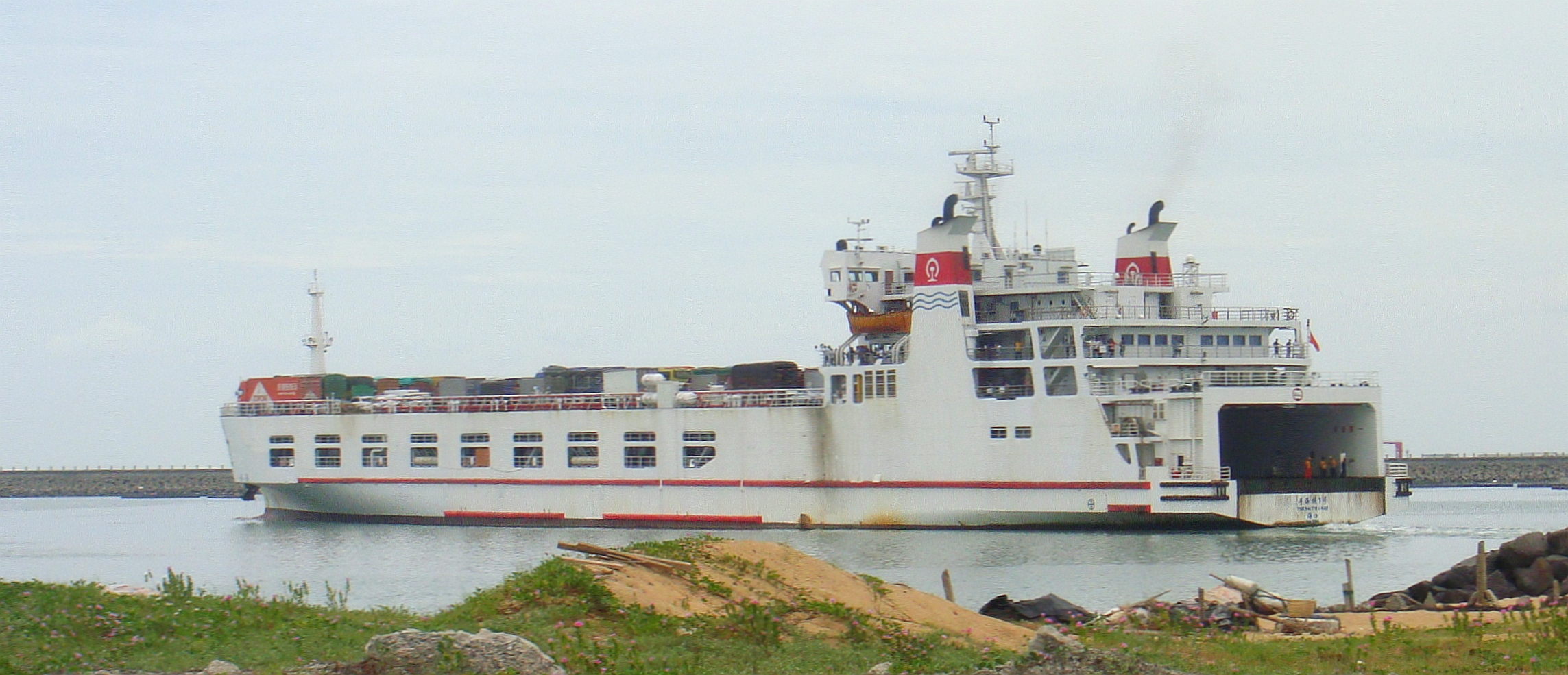
عبّارة قطار من سكة حديد قوانغدونغ - هاينان تغادر الميناء الجنوبي ، هايكو

هاينان اليوم محاطة بخطوط سكك حديدية قياسية. منذ عام 2004، تربط عبارة سكة حديدية شبكة السكك الحديدية بالجزيرة بمقاطعة قوانغدونغ ، البر الرئيسي للصين. في عام 2005، خصصت وزارة الاتصالات 20 مليون يوان (2.4 مليون دولار أمريكي) لتشكيل لجنة للبحث ودراسة إمكانية ربط الجسر أو النفق بالجزيرة بالبر الرئيسي. من محطة العبارات ، الواقعة بالقرب من محطة سكة حديد هايكو (غرب هايكو) ، يمكن لقطارات الشحن والركاب القادمة من البر الرئيسي أن تسير على خط سكة حديد هاينان الدائري الغربي على طول الساحل الغربي للجزيرة ، عبر دونغ فانغ إلى سانيا. تم تطوير خط السكك الحديدية هذا على مدى عدة عقود ، بدءًا من بضعة عقود قصيرة 3 ft 6 in (1٬067 mm) خطوط قياس ضيقة تم إنشاؤها أثناء الاحتلال الياباني في أوائل الأربعينيات.
توجد حلقة سكة حديد عالية السرعة حول الجزيرة ، تتكون من الحلقة الشرقية والحلقة الغربية على طول ساحل الجزيرة. ترتبط كل من خطوط السكك الحديدية عالية السرعة بـ هايكلو وسانيا. هناك 15 محطة على طول الساحل الشرقي و 16 محطة على طول الساحل الغربي. تم تصميم القطارات للسفر بسرعة 250 كيلومتر في الساعة (160 ميل/س) على الحلقة الشرقية، و 200 كيلومتر في الساعة (120 ميل/س) على الحلقة الغربية. يبلغ الطول الإجمالي للحلقة الشرقية 308.11 كيلومتر (191.45 ميل)، بينما يبلغ 344 كيلومتر (214 ميل) . بدأ تشغيل أول قطار فائق السرعة في الحلقة الشرقية في 30 ديسمبر 2010،  وبدأ خط سكة حديد هاينان الغربي عالي السرعة في تشغيله في عام 2015.

### الموانئ البحرية

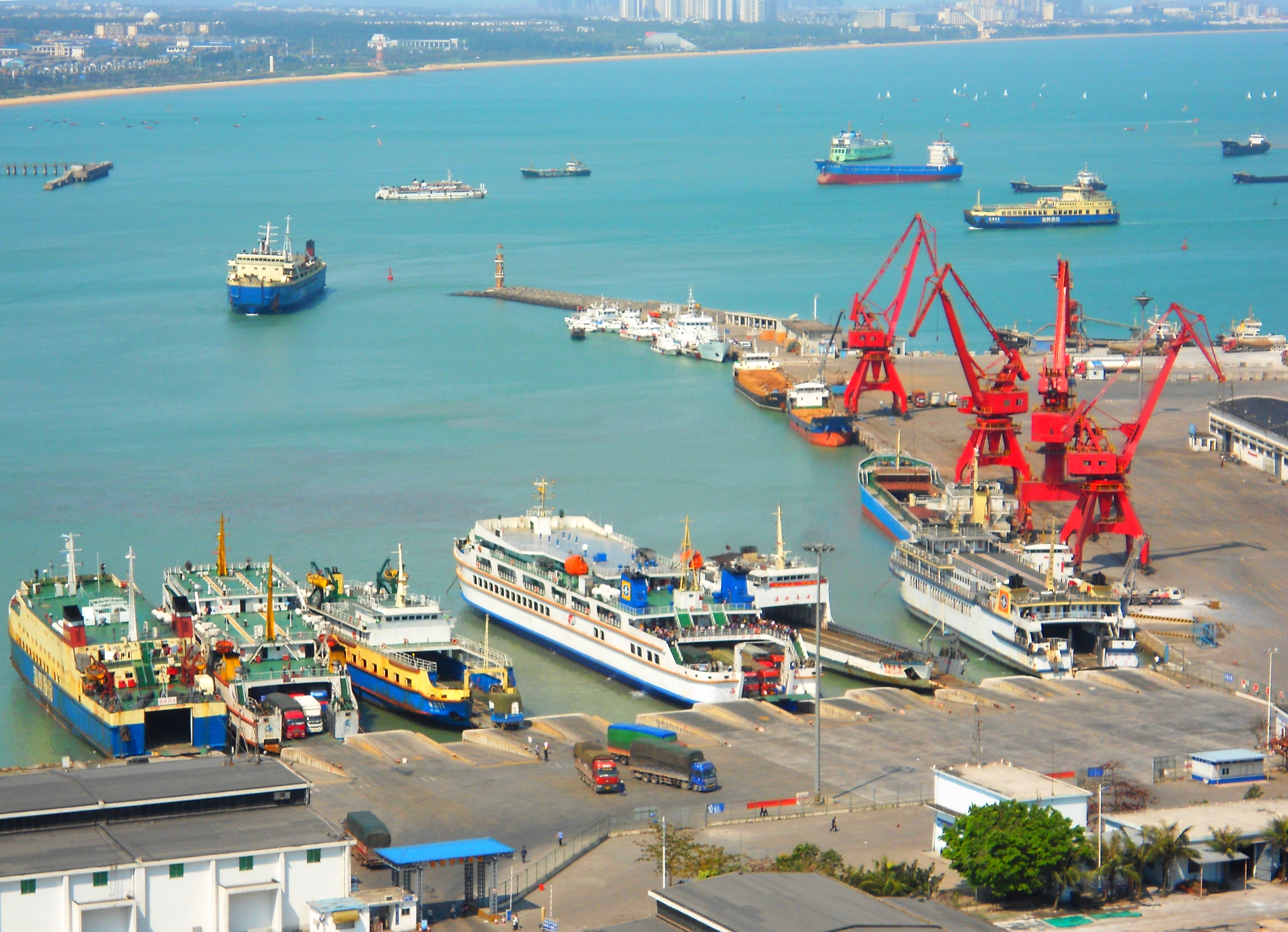
ميناء هايكو شيويينج

تلقت هاينان 11000 طن من المنتجات عبر الموانئ في نوفمبر 2010، بزيادة 90.1 في المائة على أساس شهري. بين يناير ونوفمبر 2010، تم تصدير 102 ألف طن من المنتجات عبر هاينان ، تم تصدير 34 ألف طن منها إلى الولايات المتحدة، و14 ألف طن إلى الاتحاد الأوروبي.

## التعليم

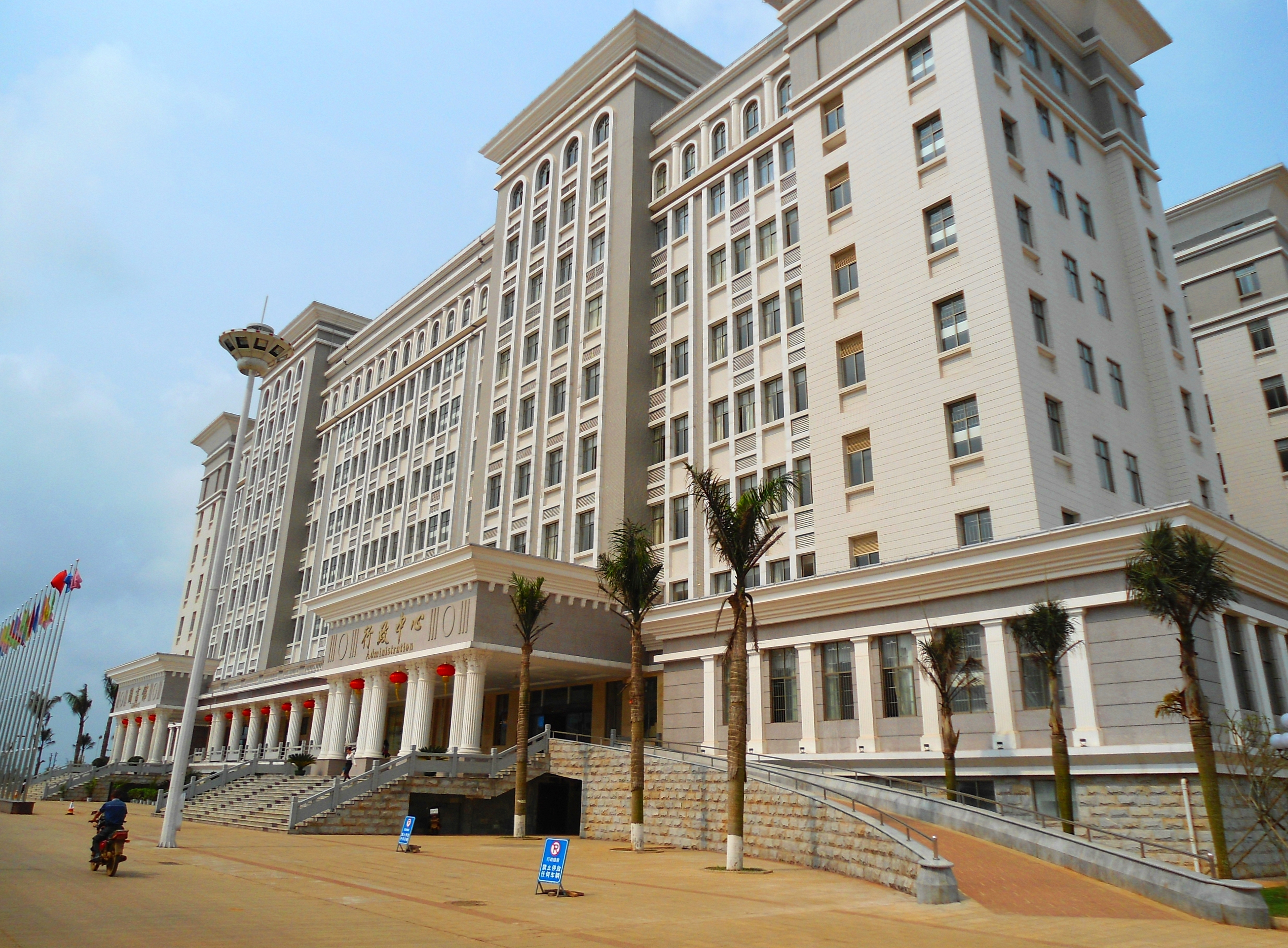
كلية هايكو للاقتصاد ، حرم جويلينيانغ

تحسن مستوى التعليم الابتدائي والثانوي منذ عام 1949 ، لكن مرافق التعليم العالي لا تزال غير كافية إلى حد ما.
- جامعة هاينان الاستوائية  (琼州大学)
- معهد هاينان الطبية (海南医学院)
- كلية هايكو للاقتصاد (海口经济学院)
- جامعة جنوب الصين الاستوائية الزراعية (华南 热带 农业 大学 ، اندمجت في جامعة هاينان في 14 أغسطس 2007)

## أطباق

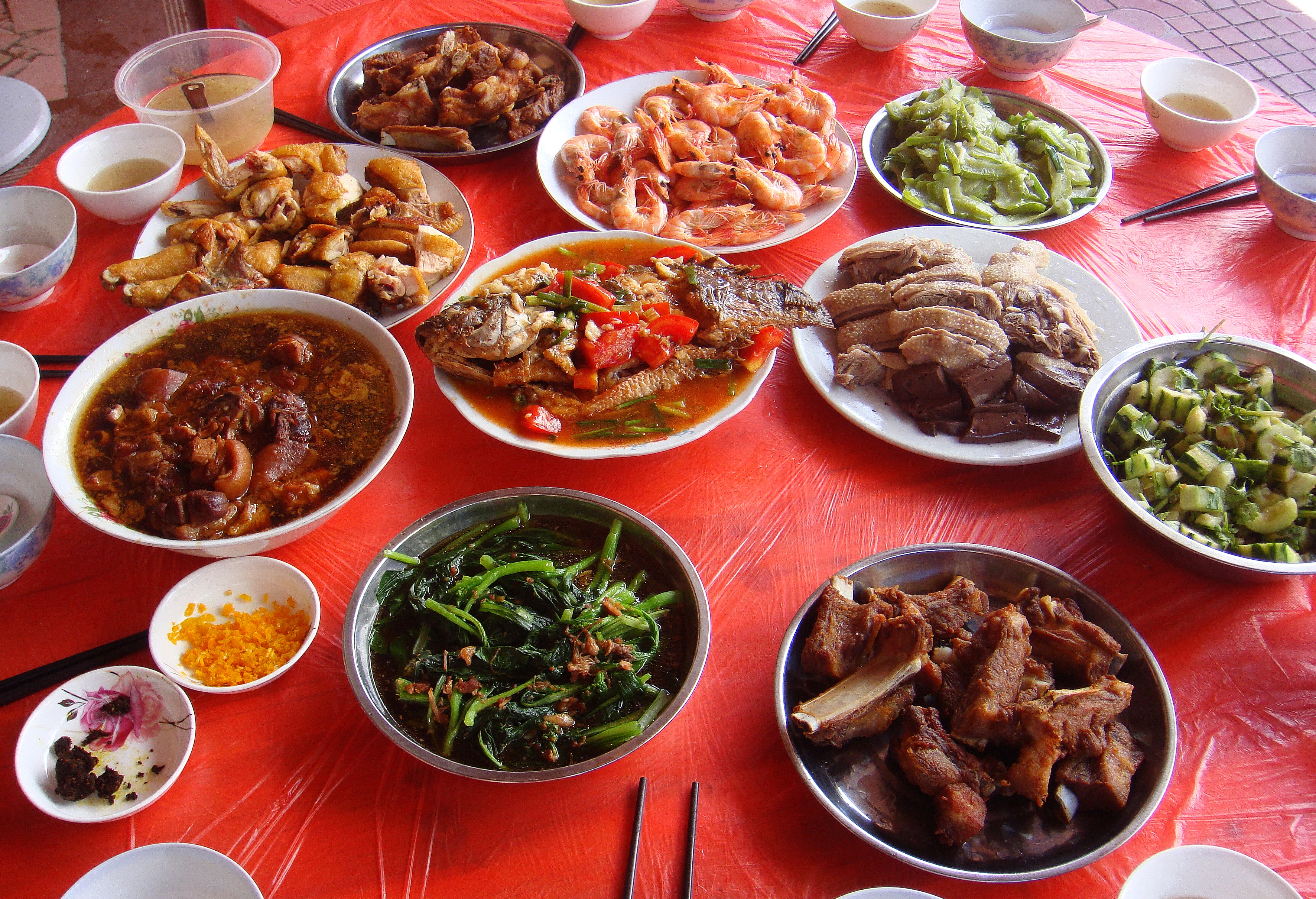
يتم تقديم الأطباق المشتركة في هاينان

يقال إن مطبخ هاينان «أخف ، مع توابل خفيفة». يختلط الكثير من الذوق المحلي مع الذوق الصيني الهان. تهيمن المأكولات البحرية على القائمة ، حيث يتوفر الجمبري وسرطان البحر والأسماك وأنواع الحياة البحرية الأخرى على نطاق واسع.
دجاج وينتشانغ هو طبق معروف في جميع أنحاء مقاطعة هاينان. على الرغم من وجود العديد من أنواع هذا الطبق، إلا أن الاسم يستخدم عادةً لتحديد نوع الدجاج الصغير المجاني من وينشانغ، الواقع على الساحل الشرقي للمقاطعة. على عكس دجاج البطاريات، فإن لحومها نسيج أكثر وجفافًا إلى حد ما.
أرز الدجاج هاينان / كويبوي هو طبق شهير في جنوب شرق آسيا ، وخاصة سنغافورة وماليزيا، ويحمل اسم المنطقة. ومع ذلك ، في حين أن العديد من المطاعم تستخدم دهن الدجاج لإضفاء نكهة سريعة على الطبق ، فإن الطريقة المحلية المناسبة هي «نقع» الأرز بحساء الدجاج لإضافة نكهة كاملة أكثر.

## الأحداث
- سواتش جيرلز وورلد برو تشاينا - مسابقة ركوب الأمواج السنوية للسيدات النخبة ، التي أقيمت في واننينغ [92]
- مهرجان هاينان الدولي لركوب الأمواج ، الذي يقام سنويًا في ريو باي، وانينغ [93]
- تقام مسابقة ملكة جمال العالم بانتظام في مدينة سانيا.
- بطولة كأس ميشن هيلز ستار هي بطولة سنوية للجولف بدأت في عام 2010.
- جولة في سباق دراجات هاينان
- هاينان رانديفو، حدث سنوي لمدة أربعة أيام يجتذب الأفراد من أصحاب الثروات العالية في الصين إلى شواطئ هاينان الشبيهة [94]
- ايرون مان ترايثلون
- منتدى بوآو لآسيا ، المنعقد في بواو ، هو منتدى دولي رفيع المستوى للحكومة والأعمال والأوساط الأكاديمية.
- يقام تحدي منطاد الهواء الساخن H1 سنويًا في هايكو. تطير البالونات من جميع أنحاء البلاد فوق مضيق تشيونغتشو من هايكو إلى موقع محدد في البر الرئيسي في محافظة شونوين بمقاطعة قوانغدونغ.[95][96]

## مواضيع متنوعة
- تدور أحداث رواية «انفصال المرأة باللون الأحمر» للكاتب ليانغ شين في هاينان. تم تكييف الرواية لأول مرة مع فيلم روائي طويل في الخمسينيات من القرن الماضي، ثم تم تكييف الرواية في الستينيات كواحدة من المسرحيات الثمانية. استمد معظم الناس في ذلك الوقت صورتهم الرومانسية لجزيرة هاينان من مشاهد رقص الباليه ، ولا سيما تلك الخاصة بالغابات النابضة بالحياة لأشجار جوز الهند ، وجبل فايف فنجر، ونهر وانكوان .
- توجد منارتان بارزتان في هاينان: منارة بايشامن ومنارة مولانتو من بين الأطول في العالم ، والأخيرة هي الأطول في الصين.
- 3024 هاينان، الذي سمي على اسم المقاطعة ، هو كويكب خارجي الحزام الرئيسي اكتشف في عام 1981.
- حكايات هاينان كوبي هو مسلسل درامي صيني سنغافوري يقع في مقهى هاينان الشهير الذي يستكشف أسلوب حياة هاينان من الستينيات إلى الثمانينيات.
- منتجع هاينان هي أيضًا خريطة متعددة اللاعبين في لعبة الفيديو باتلفيلد 4 لعام 2013.

## توأمة
لهاينان اتفاقيات توأمة مع كل من:
- محافظة بوكيت
- هيوغو (28 سبتمبر 1990)

## أعلام
- بون ليم
- اريك فلين

## روابط خارجية
- موقع حكومة هاينان (الإنجليزية)
- موقع حكومة هاينان (صيني)
- لمحة اقتصادية عن هاينان في HKTDC
- دكتور هوارد إم سكوت «هاينان»
- موارد عن الهاينانيين في مكتبة سنغافورة الوطنية
- تعلم موقع Hainanese
- الموقع الرسمي لسياحة اللغة الإنجليزية في مقاطعة هاينان